# Herzebrock-Clarholz
Herzebrock-Clarholz ist eine Gemeinde im Kreis Gütersloh in Nordrhein-Westfalen, sie liegt am westlichen Rand von Ostwestfalen an der Grenze zum Münsterland.

## Geografie

### Geografische Lage

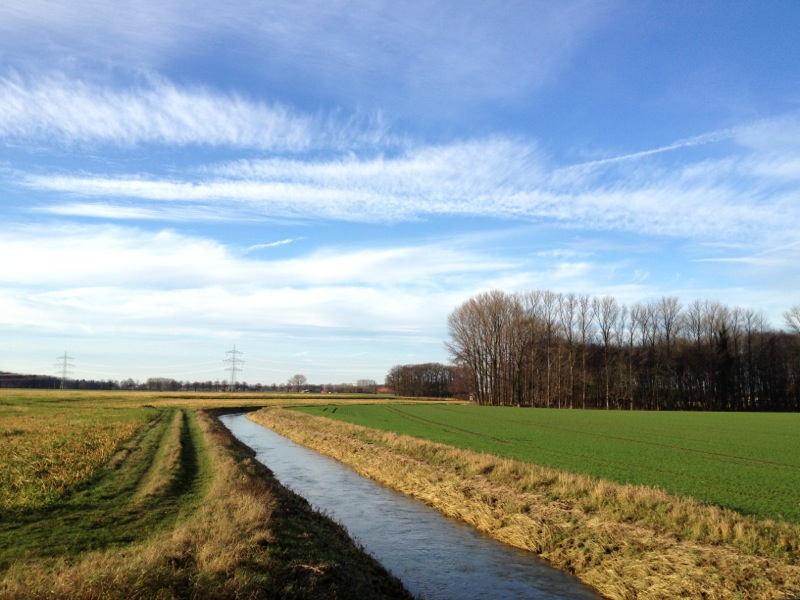
Axtbach in Herzebrock-Clarholz

Naturräumlich liegt Herzebrock-Clarholz am Übergang vom Kernmünsterland zur Emssandebene und gehört damit zur Westfälischen Bucht. Das Gemeindegebiet zeichnet sich durch das Fehlen von besonderen Erhebungen und Niederungen aus, es gibt lediglich 18 m Höhenunterschied (zwischen 62 und 80 m ü. NN).
Die östliche und nordöstliche Gemeindegrenze wird weitgehend von der Ems gebildet, die seit dem Ende des 19. Jahrhunderts in mehreren Ausbaustufen begradigt worden ist und heute ein kanalartiges Bett aufweist. Ihr fließen von Südwesten her mehrere kleine Bäche zu. Nennenswert ist der Möhler und Clarholz durchfließende Axtbach, der in den Beckumer Bergen entspringt und im Kreis Warendorf in die Ems mündet, sowie der Poggenbach.
Die nächstgelegenen Städte sind im Osten Gütersloh (ca. 10 km), im Südosten Rheda-Wiedenbrück (ca. 4 km), im Südwesten Oelde (ca. 10 km), im Nordwesten Warendorf (ca. 16 km) und Harsewinkel im Norden (ca. 8 km). Die nächsten Großstädte sind Gütersloh (ca. 10 km) und Bielefeld (ca. 26 km) im Nordosten sowie Münster im Westen und Paderborn im Südosten, jeweils etwas über 40 km entfernt.

### Geologie

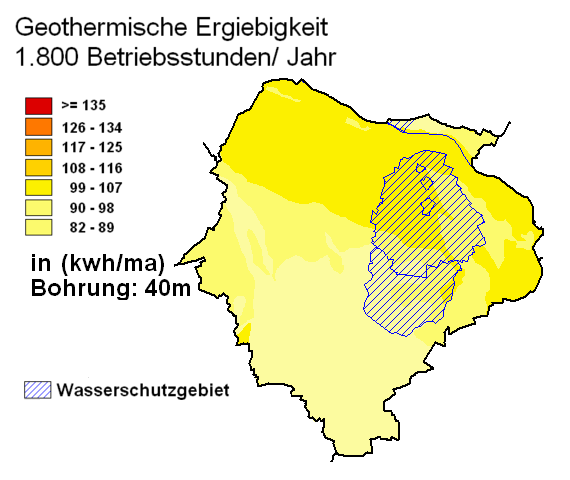
Geothermische Karte von Herzebrock-Clarholz

Der mitteltiefe Untergrund besteht auf dem Gebiet der Gemeinde aus Mergel- und Kalksteinen des Erdmittelalters. Die jüngsten Schichten der Oberkreide, die aus Mergel des Campaniums bestehen, reichen bis an die Oberfläche herauf. Darunter liegen bis zu 700 m starke Mergelsteine aus Santonium und Coniacium und etwa 450 m mächtige Kalksteine aus Turonium und Cenomanium. Nordöstlich von Clarholz finden sich Sande in geringer Stärke. Es gibt keine nennenswerten Grundwasservorkommen und das tiefe Grundwasser ist versalzt.
Im nördlichen Gemeindegebiet haben sich nährstoffarme und dürreempfindliche Böden (Podsole) entwickelt, die durch Aufbringen von Plaggen (Plaggenesch) heute eine verbesserte Ertragsfähigkeit aufweisen. Die tieferen Bodenschichten sind oft von Grundwasser beeinflusst (Gley-Podsole). In Niederungen und Talsenken sind die Böden bis nahe an die Oberfläche von Grundwasser geprägt, sie sind daher natürliche Grünlandstandorte, wurden jedoch durch Entwässerungsmaßnahmen großenteils als Ackerland nutzbar gemacht.
Im südlichen Gemeindegebiet sind Pseudogleye vorherrschend. Die Lehmböden sind sandig-tonig, meist dicht gelagert und von einem ausgeprägten Wechsel von Vernässung und Austrocknung gekennzeichnet. Sie eignen sich daher vorwiegend als Grünlandstandorte. Das Gelände fällt nach Nordwesten zur Ems hin ab.
Herzebrock-Clarholz eignet sich im Südteil mittelmäßig bis im Nordteil gut zur Nutzung von geothermischen Wärmequellen mittels Erdwärmesonde und Wärmegewinnung durch Wärmepumpenheizungen (vgl. dazu die nebenstehende Karte).

### Ausdehnung und Nutzung des Gemeindegebiets
Die als große Landgemeinde klassifizierte Gemeinde umfasst eine Fläche von 79,28 km². Der überwiegende Teil besteht aus landwirtschaftlich genutzter Fläche und Waldfläche, zusammen etwa 84 %, gefolgt von bebauter Fläche und Verkehrsfläche, zusammen etwa 13,4 %. Die größte Ausdehnung in Nordsüdrichtung beträgt 11,5 km, in Ostwestrichtung 11,6 km.
| Fläche nach Nutzungsart | Landwirt- schaftsfläche | Wald- fläche | Gebäude-, Frei- und Betriebsfläche | Verkehrs- fläche | Wasser- fläche | Sport- und Grünfläche | sonstige Nutzung |
| ----------------------- | ----------------------- | ------------ | ---------------------------------- | ---------------- | -------------- | --------------------- | ---------------- |
| Fläche in km²           | 56,83                   | 9,74         | 7,02                               | 3,57             | 1,60           | 0,31                  | 0,21             |
| Anteil an Gesamtfläche  | 71,68 %                 | 12,29 %      | 8,85 %                             | 4,50 %           | 2,02 %         | 0,39 %                | 0,26 %           |

### Nachbargemeinden
Herzebrock-Clarholz grenzt im Norden an Harsewinkel, im Osten an Gütersloh, im Südosten an Rheda-Wiedenbrück. Diese Städte und Gemeinden gehören alle zum Kreis Gütersloh. Im Südwesten grenzt die Gemeinde an Oelde und im Nordwesten an Beelen, die sich beide im Kreis Warendorf befinden.

### Gemeindegliederung

Ortsteile von Herzebrock-Clarholz

Nach § 3 der Hauptsatzung gliedert sich die Gemeinde in die beiden Ortschaften Herzebrock (10.448 Einwohner) und Clarholz (6.440 Einwohner) (Stand: 1. Januar 2022), die den beiden ehemaligen Gemeinden entsprechen, aus denen die heutige Gemeinde 1970 gebildet wurde.
Am 16. Dezember 2009 wurde dieser Paragraph mit den 18 Stimmen von SPD, FDP, UWG und GAL gegen 17 Stimmen der CDU aus der Satzung der Gemeinde gestrichen. Seit dem 10. Februar 2010 bestehen wieder beide Ortschaften. Der Rat folgte mit Mehrheitsbeschluss einem Bürgerbegehren und fügte den § 3 wieder in die Hauptsatzung der Gemeinde ein.
Zur Ortschaft Herzebrock gehören (im Uhrzeigersinn, beginnend im Norden) die Bauerschaften Bredeck, Quenhorn, Groppel, Pixel, Brock und Möhler. Früher wurde, was heute nicht mehr üblich ist, Herzebrock in Kirchdorf (der Teil um die Pfarrkirche St. Christina) und Postdorf (der Teil an der heutigen B 64) eingeteilt.
Zur Ortschaft Clarholz Samtholz, Sundern, Oelkerort, Heerde und Holzhof. In Clarholz sind in den 1970er Jahren im Neubaugebiet Friedlandsiedlung, benannt nach der niedersächsischen Gemeinde Friedland, mit 134 Wohnungen 400 Spätaussiedler vor allem aus dem heutigen Polen angesiedelt worden, was damals 10 Prozent der Bevölkerung des Ortsteils ausmachte.

### Klima

Niederschlagsdiagramm für Harsewinkel 1961–1990

Herzebrock-Clarholz gehört der gemäßigten Klimazone Mitteleuropas an. Es liegt im Bereich des subatlantischen Seeklimas. Die Winter sind unter atlantischem Einfluss meist mild und die Sommer mäßig-warm.
Durch die Lage im subatlantischen Seeklima herrscht ganzjährig ein humides Klima mit relativ gleich verteilten Niederschlägen vor. Da Niederschlagsdaten für Herzebrock-Clarholz nicht verfügbar sind, erfolgt eine Werteangabe für die Station Harsewinkel in etwa 12 km Entfernung. Dort fallen im langjährigen Mittel 704 mm Niederschlag je Jahr und damit in etwa genauso viel wie im deutschen Mittel (700 mm).
Auch Temperaturwerte sind für Herzebrock-Clarholz nicht verfügbar. An einer Wetterstation im benachbarten Rheda-Wiedenbrück wurde im Mittel der Jahre 2002 bis 2006 eine Durchschnittstemperatur von 11,1 °C gemessen.
→ siehe auch: Klima in Ostwestfalen-Lippe

## Geschichte

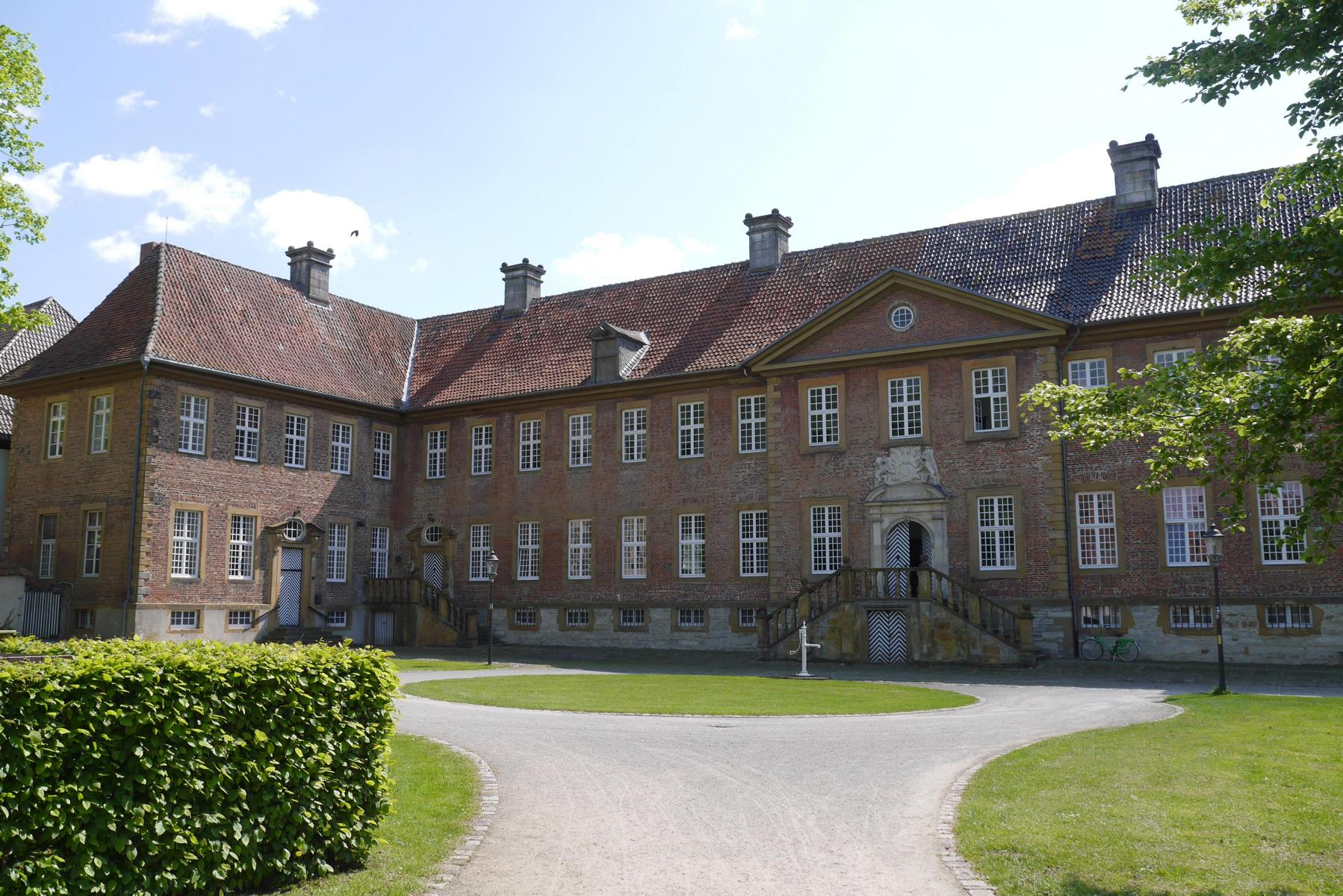
Propstei des ehemaligen Prämonstratenserklosters in Clarholz

In der zweiten Hälfte des 9. Jahrhunderts wurde das Benediktinerinnenkloster Herzebrock gegründet, 1133 das Prämonstratenserkloster Clarholz, mit dem ursprünglich eine weibliche Niederlassung des Ordens im benachbarten Lette verbunden war. Beide Klöster besaßen in ihrer unmittelbaren Nachbarschaft umfangreichen Grundbesitz. In der Herrschaft Rheda bildeten sie zusammen mit dem Kloster Marienfeld die Landstandschaft. Im Zuge der Säkularisation wurden die Klöster 1803 durch Graf Moritz Casimir II. von Bentheim-Tecklenburg aufgelöst. Die Chorfrauen und -herren wurden vertrieben, der Grundbesitz fiel an das Grafen- und spätere Fürstenhaus.
Nach der Mediatisierung der Herrschaft Rheda und der Eingliederung als Kanton in das Großherzogtum Berg bildeten Herzebrock und Clarholz mit Lette eigenständige Mairien (Bürgermeistereien). An dieser lokalen Verwaltungsstruktur wurde festgehalten, nachdem die ehemalige Herrschaft Rheda in das Königreich Preußen eingegliedert worden war. Die Bürgermeistereien Herzebrock und Clarholz, von einem Bürgermeister gemeinsam verwaltet, gehörten seit 1816 zum Kreis Wiedenbrück im Regierungsbezirk Minden und wurden 1843 zu Ämtern. 1851 wurden die beiden Ämter zum Amt Herzebrock zusammengefasst, das aus den drei Gemeinden Herzebrock, Clarholz und Lette bestand.
Herzebrock und Clarholz lagen verkehrsgünstig an der Chaussee von Münster nach Paderborn und erhielten 1887 einen Anschluss an das Eisenbahnnetz mit der Verbindung von Münster nach Lippstadt. Auf dieser Grundlage entwickelten sich in den landwirtschaftlich geprägten Orten Anfänge der gewerblichen Entwicklung. In Clarholz wurde die Firma Claas gegründet, die 1919 nach Harsewinkel übersiedelte, in Herzebrock 1899 die Firma Miele, die 1907 ihren Sitz nach Gütersloh verlegte. In Lette entstand die Firma Cordes, die heute zur Firma Miele gehört. Alle drei Firmen waren auf die Herstellung von technischen Geräten für den Bedarf der Landwirtschaft spezialisiert; bei Miele und Cordes kam die Herstellung von Waschmaschinen hinzu. In die von Miele verlassenen Produktionshallen zog das Press-, Stanz- und Hammerwerk, heute Firma Paul Craemer ein. Seit den 1920er-Jahren entwickelte sich auf der Grundlage von handwerklichen Tischlereien eine umfangreiche Möbelindustrie.
Wie überall in Deutschland kam es in Herzebrock während des Nationalsozialismus zur systematischen Ausgrenzung und Verfolgung der jüdischen Einwohner, die schließlich entweder flohen oder in Ghettos bzw. Konzentrationslager deportiert wurden: Insgesamt 27 aus Herzebrock stammende Personen wurden dort von den Nationalsozialisten ermordet. Nach dem Krieg kehrte lediglich eine jüdische Familie in die Gemeinde zurück.

### Christentum
In den überwiegend katholisch geprägten Gemeinden entstand durch den Zuzug von Flüchtlingen und Vertriebenen nach 1945 ein evangelisches Gemeindeleben, das sich in dem Bau von Kirchen in beiden Ortsteilen niederschlug. Heute bilden Herzebrock und Clarholz einen Pfarrbezirk in der evangelischen Kirchengemeinde Rheda.

### Konfessionsstatistik
Gemäß dem Zensus 2011 waren 18,3 % der Einwohner evangelisch, 61,5 % römisch-katholisch und 20,2 % waren konfessionslos, gehörten einer anderen Glaubensgemeinschaft an oder machten keine Angabe. Die Zahl der Protestanten und Katholiken ist seitdem gesunken. Im Januar 2020 waren von den Einwohnern 15,9 % evangelisch, 53,3 % römisch-katholisch und 30,8 % sind konfessionslos oder gehören einer anderen Religionsgemeinschaft an.

### Eingemeindungen
Im Rahmen der nordrhein-westfälischen Gebietsreform wurden mit dem „Gesetz zur Neugliederung des Kreises Wiedenbrück und von Teilen des Kreises Bielefeld“ vom 4. Dezember 1969 die beiden Gemeinden Herzebrock und Clarholz zum 1. Januar 1970 zur neuen Gemeinde Herzebrock zusammengeschlossen. In die neue Gemeinde wurden Teile der Gemeinde Kirchspiel Oelde (Amt Oelde, Kreis Beckum) sowie ein Flurstück aus der Stadt Gütersloh eingegliedert. Das Amt Herzebrock wurde aufgelöst, Rechtsnachfolgerin ist die Gemeinde Herzebrock bzw. heute Herzebrock-Clarholz. Lette, die dritte Gemeinde des aufgelösten Amts, sowie einige Flurstücke der Gemeinde Clarholz wurde in die Stadt Oelde (Kreis Beckum, heute Kreis Warendorf) eingegliedert. Vorausgegangen war eine Abstimmung der Letter Bürger, die sich mit einer Mehrheit von 78 % für den Anschluss an Oelde ausgesprochen hatten. Spätere Proteste gegen dieses Votum blieben ergebnislos.
Nachdem seit Anfang der 1980er-Jahre aus dem Ortsteil Clarholz die Forderung laut geworden war, der Zweipoligkeit der Gemeinde müsse durch einen Doppelnamen Genüge getan werden, verlieh der nordrhein-westfälische Innenminister der Gemeinde mit Wirkung vom 26. April 1985 den Namen Herzebrock-Clarholz.

### Einwohnerentwicklung
Die folgende Übersicht zeigt die Einwohnerzahlen der Gemeinde Herzebrock-Clarholz bzw. für 1939, 1950 und 1961 die Einwohnerzahlen des heutigen Gemeindegebietes. Bei den Zahlen handelt es sich bis 1970 und für 1987 um Volkszählungsergebnisse und ab 1975 um amtliche Fortschreibungen des Landesamtes für Datenverarbeitung und Statistik. Die Zahlen von 1975 bis 1985 sind geschätzte Werte, die Zahlen ab 1990 Fortschreibungen auf Basis der Ergebnisse der Volkszählung von 1987. Die Angaben beziehen sich auf die Wohnbevölkerung und ab 1985 auf die Bevölkerung am Ort der Hauptwohnung.

Bevölkerungsentwicklung in Herzebrock-Clarholz von 1939 bis 2007

| Jahr            | Einwohner |
| --------------- | --------- |
| 1939 (17. Mai)  | 06.698    |
| 1950 (13. Sep.) | 09.410    |
| 1961 (6. Juni)  | 10.183    |
| 1969 (31. Dez.) | 11.120    |
| 1970 (27. Mai)  | 11.256    |
| 1974 (30. Juni) | 11.763    |
| 1975 (31. Dez.) | 12.054    |
| 1980 (31. Dez.) | 12.782    |
| 1985 (31. Dez.) | 12.691    |
| 1987 (25. Mai)  | 12.626    |

| Jahr            | Einwohner |
| --------------- | --------- |
| 1990 (31. Dez.) | 13.351    |
| 1995 (31. Dez.) | 14.898    |
| 2000 (31. Dez.) | 15.795    |
| 2005 (31. Dez.) | 16.175    |
| 2007 (31. Dez.) | 16.161    |
| 2012 (31. Dez.) | 15.875    |
| 2019 (31. Dez.) | 16.620    |
| 2020 (31. Dez.) | 16.095    |
| 2022 (31. Dez.) | 16.379    |

## Politik
Herzebrock-Clarholz gehört zum Landtagswahlkreis Gütersloh II, in dem bei der Landtagswahl 2010 Ursula Doppmeier (CDU) zum dritten Mal in Folge als Direktkandidatin gewählt wurde. Auf Bundesebene gehört Herzebrock-Clarholz zum Bundestagswahlkreis Gütersloh, in dem 2009 Ralph Brinkhaus (CDU) als Direktkandidat gewählt wurde.

### Gemeinderat
Der Gemeinderat hat gegenwärtig 34 Mitglieder aus fünf Parteien. Hinzu kommt der Bürgermeister. Das Ergebnis der Gemeinderatswahl vom 13. September 2020 führte zu folgender Sitzverteilung:
- Grüne: 8
- SPD: 3
- UWG: 7
- FDP: 2
- CDU: 14

Die folgende Tabelle zeigt die Kommunalwahl-Ergebnisse seit 1975:
|                                                                                                  | CDU Nordrhein-Westfalen | CDU Nordrhein-Westfalen | UWG1  | UWG1    | SPD Nordrhein-Westfalen | SPD Nordrhein-Westfalen | FDP Nordrhein-Westfalen | FDP Nordrhein-Westfalen | GRÜNE | GRÜNE   | Gesamt2 | Gesamt2                       | Wahl- beteiligung |
| Wahlperiode                                                                                      | %                       | Mandate                 | %     | Mandate | %                       | Mandate                 | %                       | Mandate                 | %     | Mandate | %       | Gesamtanzahl der Sitze im Rat | %                 |
| 1975–1979                                                                                        | 69,41                   | 23                      | −     | −       | 25,28                   | 8                       | 05,31                   | 2                       | 0−    | −       | 100     | 33                            | 90,69             |
| 1979–1984                                                                                        | 66,76                   | 22                      | −     | −       | 28,04                   | 9                       | 05,20                   | 2                       | 0−    | −       | 100     | 33                            | 75,54             |
| 1984–1989                                                                                        | 61,05                   | 21                      | −     | −       | 23,08                   | 7                       | 05,99                   | 2                       | 09,87 | 3       | 100     | 33                            | 74,27             |
| 1989–1994                                                                                        | 40,84                   | 15                      | 29,34 | 10      | 18,40                   | 6                       | 04,67                   | 0                       | 06,76 | 2       | 100     | 33                            | 75,62             |
| 1994–1999                                                                                        | 49,18                   | 17                      | 20,98 | 07      | 19,24                   | 7                       | 03,40                   | 0                       | 07,20 | 2       | 100     | 33                            | 84,80             |
| 1999–2004                                                                                        | 58,99                   | 20                      | 22,98 | 08      | 18,03                   | 6                       | 0−                      | −                       | 0−    | −       | 100     | 34                            | 61,96             |
| 2004–2009                                                                                        | 52,82                   | 18                      | 17,80 | 06      | 16,71                   | 6                       | 06,80                   | 2                       | 05,90 | 2       | 100     | 34                            | 59,85             |
| 2009–2014                                                                                        | 46,12                   | 16                      | 23,08 | 08      | 12,36                   | 4                       | 11,72                   | 4                       | 06,72 | 2       | 100     | 34                            | 55,74             |
| 2014–2020                                                                                        | 47,10                   | 16                      | 23,13 | 08      | 17,06                   | 6                       | 03,70                   | 1                       | 09,01 | 3       | 100     | 34                            | 51,26             |
| 2020–2025                                                                                        | 39,46                   | 14                      | 21,72 | 07      | 10,07                   | 3                       | 04,83                   | 2                       | 23,92 | 8       | 100     | 34                            | 58,33             |
| Prozentanteile gerundet. Quellen: Landesdatenbank NRW; Landesbetrieb Information und Technik NRW |                         |                         |       |         |                         |                         |                         |                         |       |         |         |                               |                   |

1 Unabhängige Wählergemeinschaft, 2 ohne Berücksichtigung von Rundungsdifferenzen

### Bürgermeister
Bürgermeister der Gemeinde ist Marco Diethelm (CDU). Er wurde im September 2015 im zweiten Wahlgang zum Nachfolger von Jürgen Lohmann (CDU) gewählt. Er ist stimmberechtigter Vorsitzender des Rates, ohne dessen Mitglied zu sein. Zum Zeitpunkt des Amtseintritts im Oktober 2015 war er der jüngste CDU-Bürgermeister des Landes NRW. Am 27. September 2020 setzte sich Marco Diethelm in der Stichwahl gegen den Einzelbewerber Harald Loermann mit 50,70 Prozent der Stimmen durch und wurde damit wiedergewählt.

### Weitere Wahlergebnisse
Für die Landtagswahlen gehört Herzebrock-Clarholz zum Wahlkreis 95 – Gütersloh II, in dem bei der Landtagswahl 2012 Hans Feuß (SPD) zum ersten Mal als Direktkandidat gewählt wurde. Auf Bundesebene gehört Herzebrock-Clarholz zum Wahlkreis 132 – Kreis Gütersloh, in dem seit 2009 jeweils Ralph Brinkhaus (CDU) als Direktkandidat gewählt wurde. Die Ergebnisse der letzten Landtags-, Bundestags- und Europawahlen in Herzebrock-Clarholz werden in der nachfolgenden Tabelle dargestellt. Für Bundes- und Landtagswahlen sind die Stimmanteile in der Zweitstimme angegeben.
| weitere Wahlergebnisse in Herzebrock-Clarholz | weitere Wahlergebnisse in Herzebrock-Clarholz | weitere Wahlergebnisse in Herzebrock-Clarholz | weitere Wahlergebnisse in Herzebrock-Clarholz | weitere Wahlergebnisse in Herzebrock-Clarholz | weitere Wahlergebnisse in Herzebrock-Clarholz | weitere Wahlergebnisse in Herzebrock-Clarholz | weitere Wahlergebnisse in Herzebrock-Clarholz | weitere Wahlergebnisse in Herzebrock-Clarholz |                   |
| --------------------------------------------- | --------------------------------------------- | --------------------------------------------- | --------------------------------------------- | --------------------------------------------- | --------------------------------------------- | --------------------------------------------- | --------------------------------------------- | --------------------------------------------- | ----------------- |
|                                               | CDU                                           | SPD                                           | Bündnis 90/Die Grünen                         | FDP                                           | Die Linke                                     | PIRATEN                                       | AfD                                           | Sonstige                                      | Wahl- beteiligung |
| Wahl                                          | %                                             | %                                             | %                                             | %                                             | %                                             | %                                             | %                                             | %                                             | %                 |
| Europawahl 2009                               | 52,93                                         | 15,87                                         | 09,02                                         | 13,15                                         | 3,13                                          | 0,61                                          | –                                             | 5,29                                          | 47,18             |
| Bundestagswahl 2009                           | 44,74                                         | 19,53                                         | 07,75                                         | 17,20                                         | 5,62                                          | –                                             | –                                             | 5,17                                          | 74,11             |
| Landtagswahl 2010                             | 47,60                                         | 25,16                                         | 10,14                                         | 07,96                                         | 4,18                                          | 1,23                                          | –                                             | 3,74                                          | 59,66             |
| Landtagswahl 2012                             | 38,40                                         | 31,24                                         | 09,05                                         | 08,01                                         | 1,72                                          | 7,39                                          | –                                             | 4,19                                          | 60,39             |
| Bundestagswahl 2013                           | 52,08                                         | 24,74                                         | 06,58                                         | 05,23                                         | 4,05                                          | 1,81                                          | 3,32                                          | 2,18                                          | 74,07             |
| Europawahl 2014                               | 51,84                                         | 22,44                                         | 08,53                                         | 03,41                                         | 3,37                                          | 1,25                                          | 4,81                                          | 4,35                                          | 56,61             |
| Landtagswahl 2017                             | 42,73                                         | 26,52                                         | 05,45                                         | 012,74                                        | 3,11                                          | 0,82                                          | 5,70                                          | 2,96                                          | 66,93             |
| Bundestagswahl 2017                           | 42,7                                          | 19,8                                          | 06,4                                          | 014,3                                         | 5,4                                           | –                                             | 8,4                                           | 2,9                                           | 78,2              |
| Europawahl 2019                               | 37,89                                         | 14,55                                         | 021,29                                        | 07,52                                         | 2,92                                          | –                                             | 7,37                                          | 8,45                                          | 63,39             |
| Bundestagswahl 2021                           | 32,5                                          | 25,3                                          | 014,1                                         | 012,4                                         | 2,6                                           | –                                             | 7,4                                           | 5,7                                           | 80,1              |

### Wappen
| Wappen der Gemeinde Herzebrock-Clarholz | Blasonierung: „Von Grün und Silber (weiß) unter einem silbernen (weißen) Wellenbalken schräg geteilt. Im grünen Feld ein springendes silbernes Pferd, im silbernen Feld ein grüner Eichbaum.“ |
| Wappen der Gemeinde Herzebrock-Clarholz | Wappenbegründung: In das nach der kommunalen Neugliederung 1973 verliehene Wappen wurden die Farben und die Symbole der Wappen der Gemeinden Herzebrock und Clarholz übernommen. Beide Wappensymbole sind sprechende Symbole und leiten sich von etymologischen Erklärungen der Ortsnamen her: Herzebrock von Horsabruch (etymologisch zweifelhafte Deutung: Pferdeweide) sowie Clarholz von Claholte und Cleholte (Wald auf Kleiboden). Der Wellenbalken weist auf die wasserreiche Gegend am Rande der Ems hin. |

### Städtepartnerschaften
Seit 1973 besteht eine Partnerschaft zu Le Chambon-Feugerolles in Frankreich. In ihrem Rahmen finden jedes Jahr Austausche von Jugend- und Erwachsenengruppen aus beiden Kommunen statt.
1994 wurde die Partnerschaft zur Gemeinde Brederwiede (Niederlande) aufgenommen, die 2001 im Rahmen einer kommunalen Neugliederung in der Stadt Steenwijk und 2003 in Steenwijkerland aufgegangen ist. Mit der Partnerschaft wird an Beziehungen des Klosters Clarholz in die Provinz Overijssel während des Mittelalters erinnert.

## Kultur und Sehenswürdigkeiten

### Bauwerke

#### Benediktinerinnenkloster Herzebrock

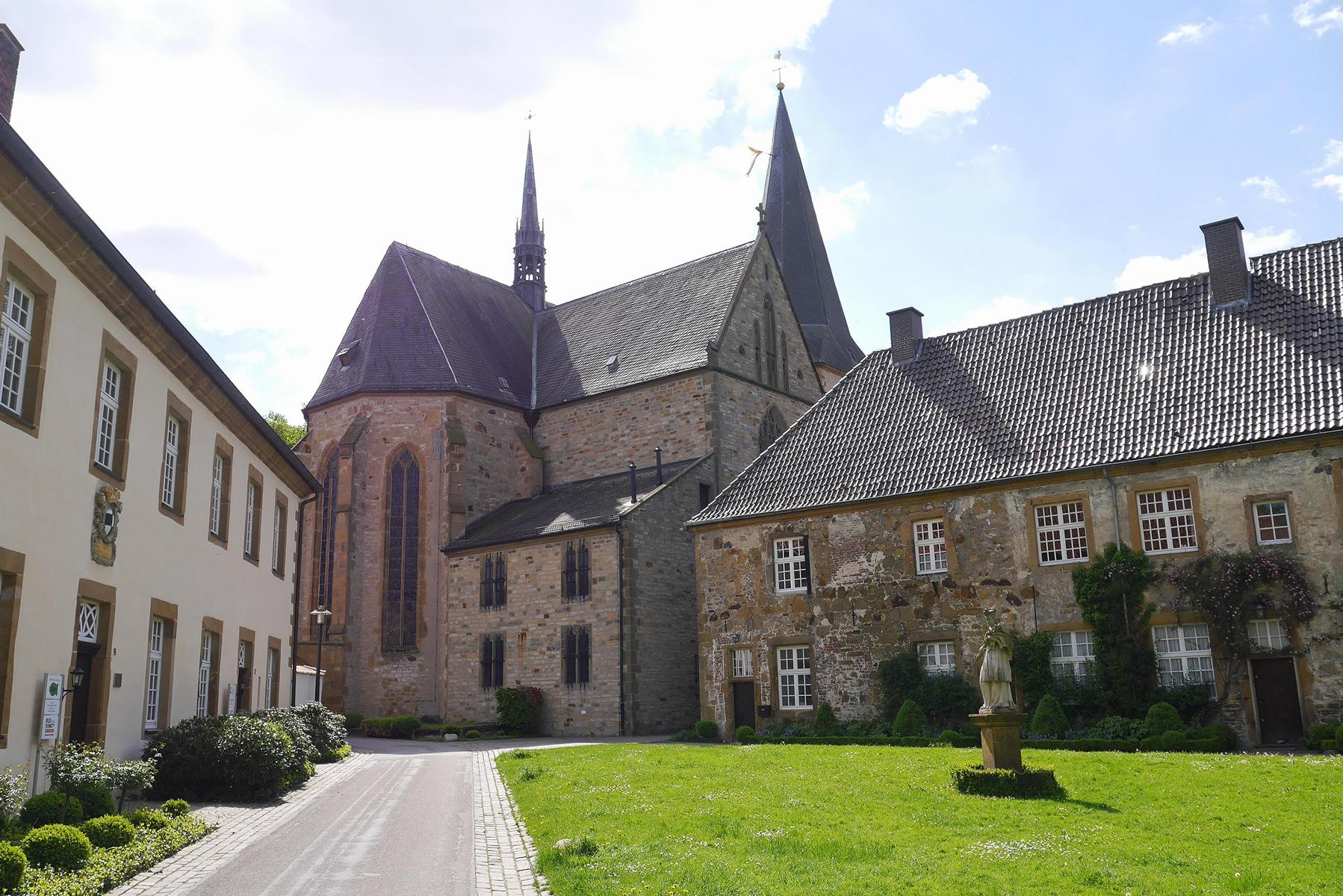
Pfarrkirche St.Christina und das Konventshaus des ehem. Klosters Herzebrock

Von dem 1803 aufgelösten Kloster sind noch Teile der Gebäude aus der umfassenden Neubauphase am Ende des 17. und zu Beginn des 18. Jahrhunderts vorhanden. Zu nennen sind das Abtei- und Konventsgebäude, in dem sich neben der Wohnung der Äbtissin auch das Dormitorium und das Refektorium der Nonnen befunden haben. Der langgestreckte rechteckige Hauptbau hat einen vorspringenden Ostflügel und ist in Bruchsteinmauerwerk errichtet. An der Westseite sind noch Teile des alten Kreuzgangs erhalten. Auf der Westseite des früheren Kreuzganghofes steht das Haus der Laienschwestern, das heute als Pfarrgemeindezentrum dient. An der Ostseite Wirtschaftshofes steht außerdem das 1712 fertiggestellte Pfarrhaus.

#### Pfarrkirche St. Christina Herzebrock

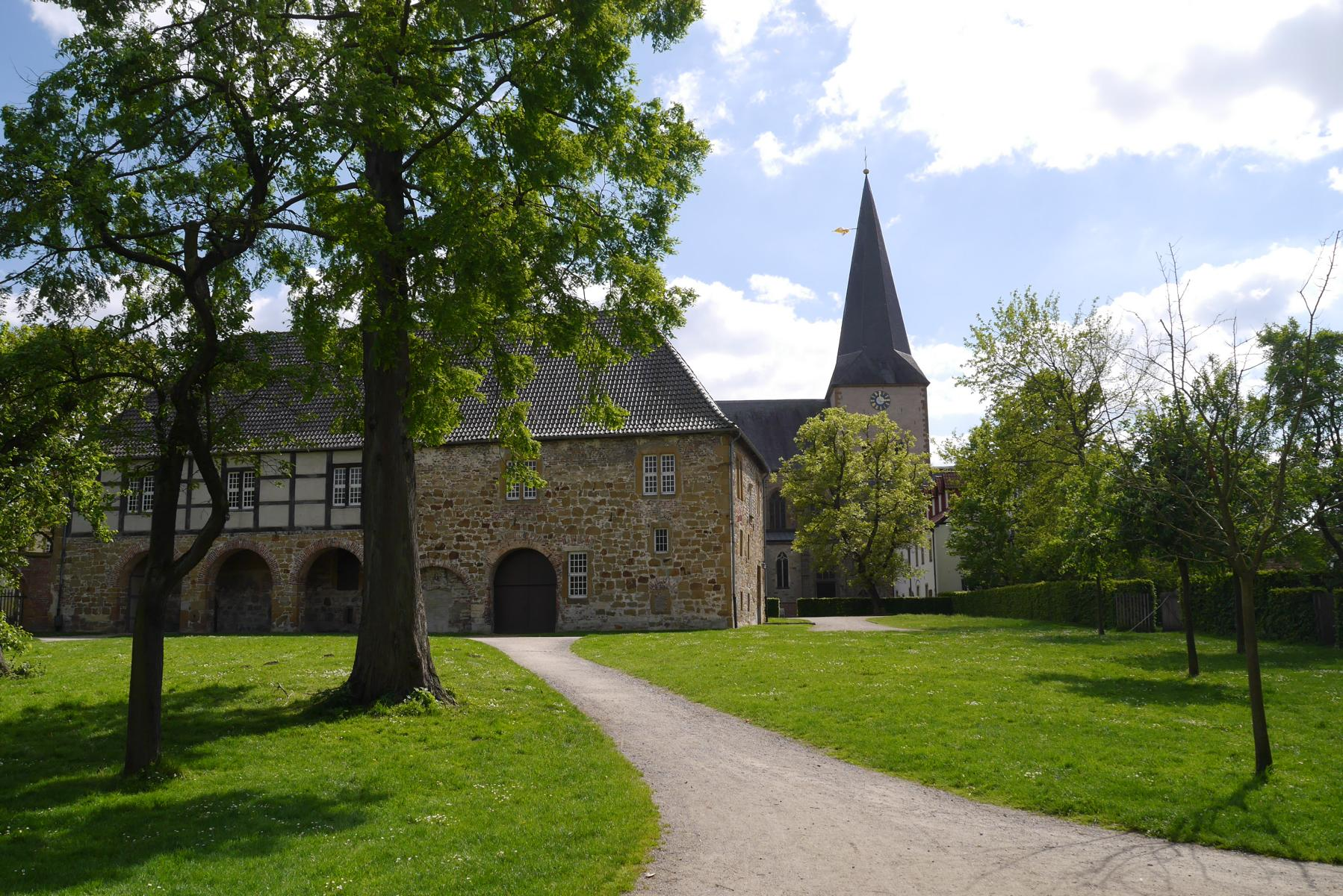
Klosteranlage mit der Pfarrkirche St.Christina in Herzebrock.

An den romanischen Turm aus dem 12. Jahrhundert wurde 1474 eine einschiffige gotische Kirche angebaut, die 1899/1901 nach Plänen des Paderborner Dombaumeisters Arnold Güldenpfennig zu einer Basilika erweitert und mit einem Querschiff versehen wurde. Aus der spätgotischen Bauphase erhalten sind noch das Mittelschiff der heutigen Kirche sowie der Chor.

Das Mittelschiff erstreckt sich über vier Gewölbejoche, von denen die drei westlichen reich mit Pflanzenornamenten ausgeschmückte Netzgewölbe aufweisen. Die zur Säkularisation des Klosters befand sich hier die Nonnenempore. Die Empore selbst wurde 1901 abgerissen. Altar, Nebenaltäre und Kanzel sind neugotische Werke aus der Wiedenbrücker Bildhauerschule.

#### Lordemann’sche Kapelle Herzebrock
An der alten Poststraße ließ 1661 der Klostersekretär Heinrich Lordemann auf quadratischem Grundriss eine barocke Kapelle errichten. Diese wurde nach Einweihung des Herzebrocker Krankenhauses nach Osten erweitert und diente bis zur Schließung des Krankenhauses als Krankenhauskapelle.

#### Kirchplatz Herzebrock

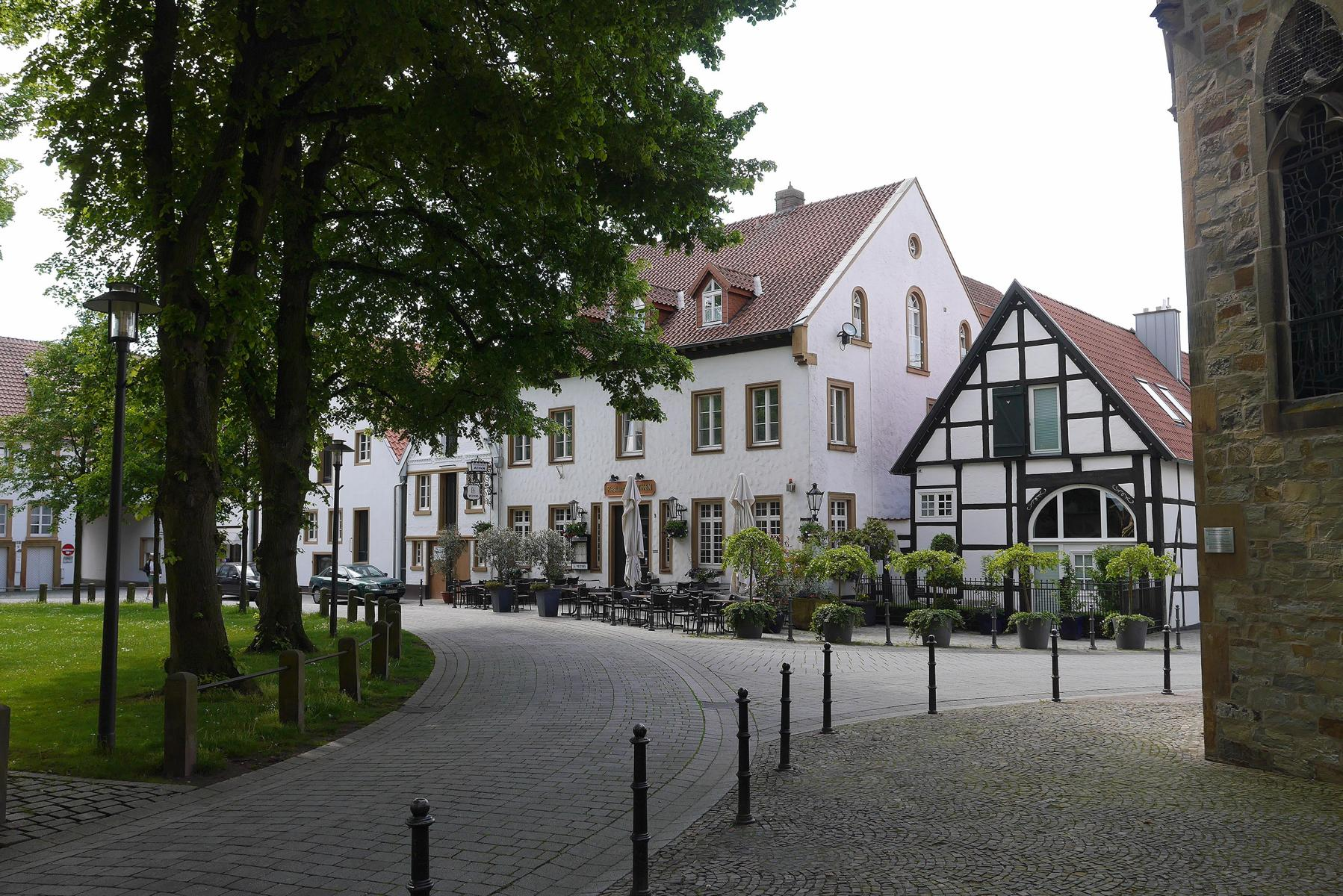
Kirchplatz in Herzebrock

Die noch weitgehend geschlossene Kirchplatzbebauung wird mehrheitlich von traufständigen Fachwerkbauten des 17. bis 19. Jahrhunderts geprägt, die zum Teil jedoch verputzt oder verschiefert sind. Besonders ansehnlich ist Kirchplatz 13. Das zweigeschossige Traufenhaus von 1730, dessen Obergeschoss über Knaggen weit vorkragt, wurde 1979 durchgebaut.

#### Pfarrkirche St. Laurentius Clarholz

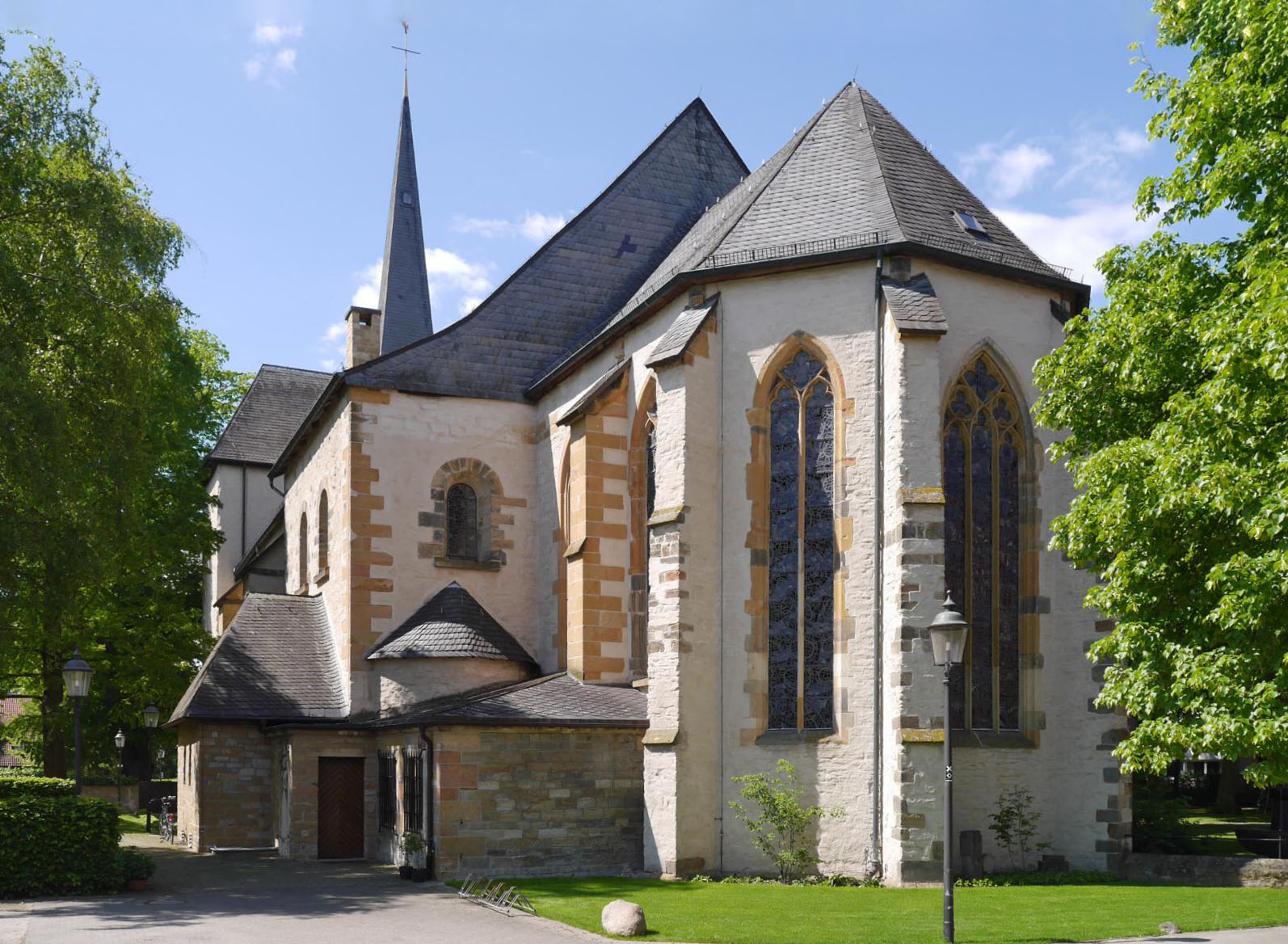
Pfarrkirche St. Laurentius in Clarholz

An den mächtigen romanischen Westriegel mit wenigen Rundbogen- und Schlitzöffnungen schloss ursprünglich eine Basilika an, von der die Apsiden der Seitenschiffe noch vorhanden sind. Im 14. Jahrhundert wurde die romanische Kirche zu einer gotischen Hallenkirche umgebaut und um den Neubau des Chores erweitert. Bemerkenswert am Außenbau ist die spätromanische Kreuzigungsgruppe aus Baumberger Sandstein. Im Innenraum sind die Gewölbemalereien zu nennen, an denen noch die Teilung in die Kloster- und Pfarrkirche ablesbar sind. Während die Ausmalung der Gewölbe im der Gemeinde vorbehaltenen Langhaus relativ schlicht ist, weisen Chor und Querhaus, die ausschließlich vom Konvent des Klosters genutzt wurden, eine reiche Ausmalung auf. Besonders zu erwähnen ist die reiche Tiersymbolik im südlichen Querschiff.

#### Prämonstratenserkloster Clarholz

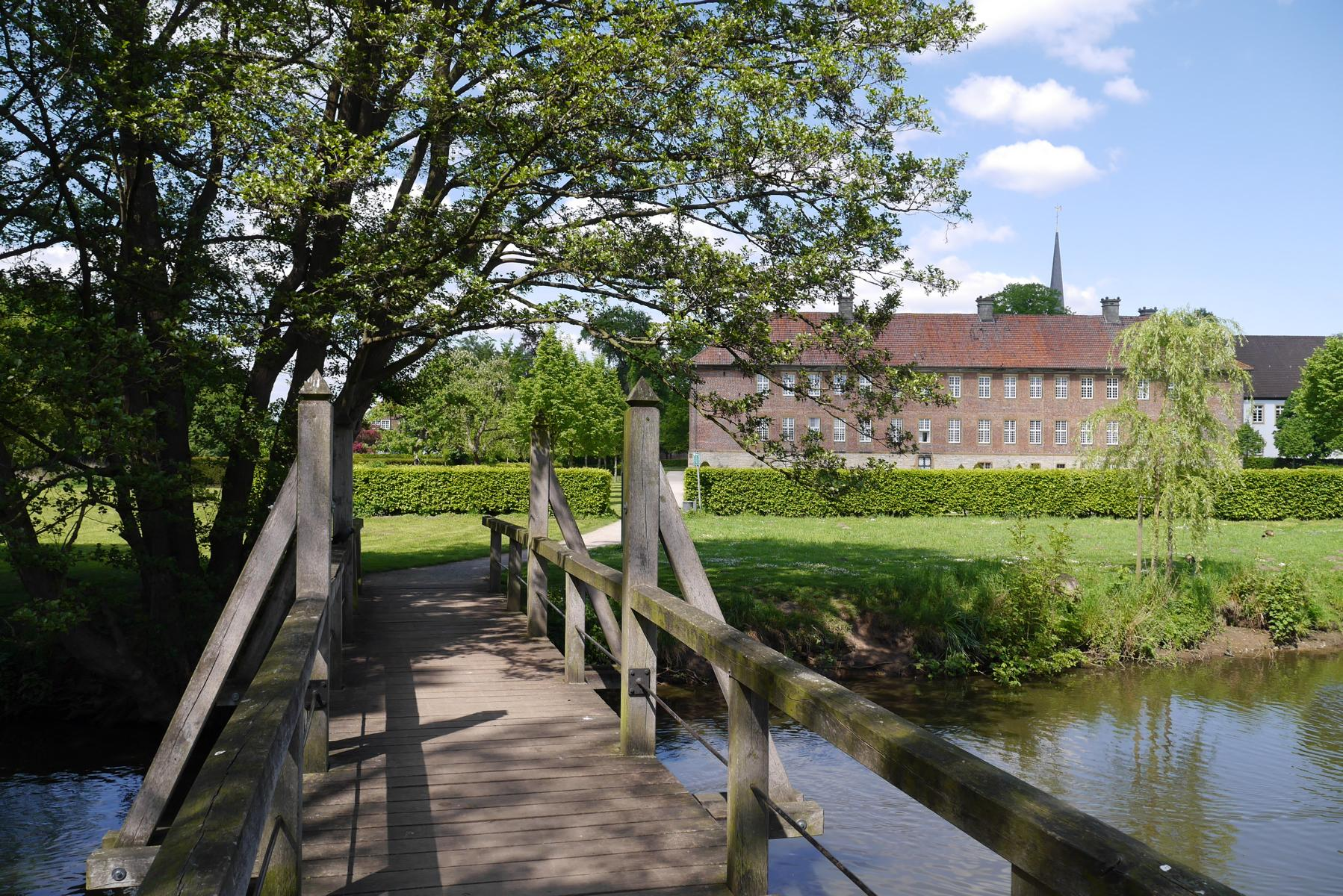
Propstei mit Klostergarten in Clarholz

Bedeutendstes Zeugnis der klösterlichen Zeit ist das von Baumeister Nikolaus Wurmstich aus Lippstadt zwischen 1705 und 1707 unter der Ägide des Propstes Elbert von Kückelsheim errichtete Propsteigebäude. Der Ziegelbau erhebt sich auf einem verputzten Sandsteingeschoss. Die Sandsteinlaibungen der Fenster und die Eckquaderungen kontrastieren mit dem Rot der Ziegel im Mauerwerk. Die drei mittleren Fensterachsen treten risalitartig hervor und werden von einem Dreiecksgiebel bekrönt. Über eine Freitreppe erreicht man das reich verzierte Portal zu dem das barocke Repräsentationsbedürfnis des Abtes dokumentierenden Gebäude.
Südlich der Pfarrkirche steht das ehemalige Konventshaus, das heute als Pfarrgemeindezentrum dient. Ebenso sind die Gebäude des Wirtschaftshofes sowie die Zehntscheune mit einer Dokumentation zur Ortsgeschichte noch erhalten.

#### Kirchplatz Clarholz

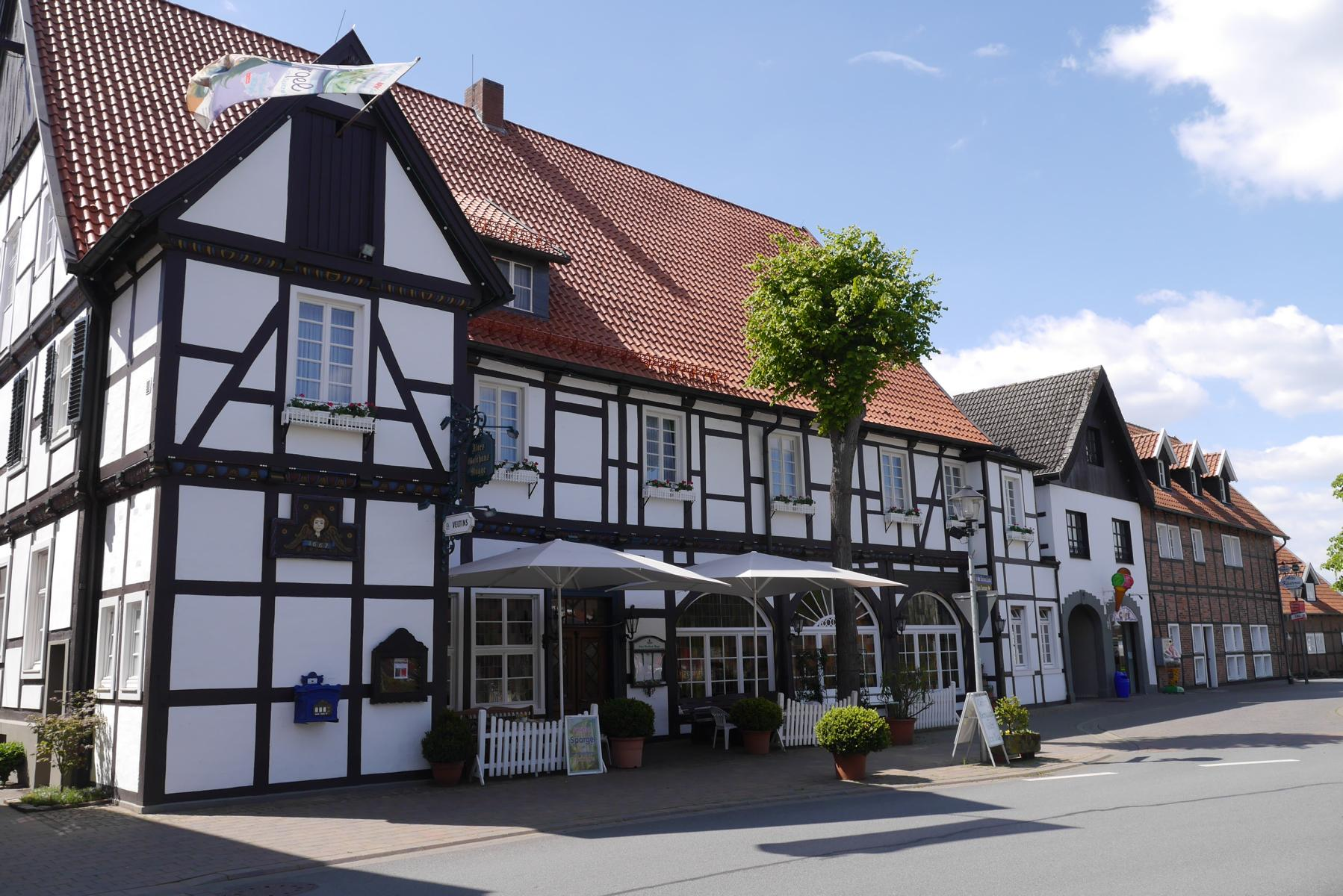
Fachwerkhäuser am Kirchplatz in Clarholz

Im Bereich des Kirchplatzes befinden sich noch einige ältere Wohngebäude, darunter das „Gasthaus Rugge“, ein stattlicher Fachwerkbau von 1667, und das denkmalgeschützte Haus Gildemeister-Samson. Bei Letzterem handelt es sich um einen Ziegelbau mit doppelläufiger Freitreppe, der 1843 durch den Architekten Conrad Niermann in einfachen klassizistischen Formen erbaut wurde. Das Haus gehört zum Clarholzer Klosterensemble und liegt direkt an der B 64 (Wiedenbrück – Münster). Teile der zeitgenössischen Innenausstattung blieben erhalten. In den Galerieräumen des Hauses Samson befindet sich die ständige Ausstellung der Künstlergemeinschaft Gruppe 13 sowie eine Galerieabteilung für Gastausstellungen.

#### Schloss Möhler

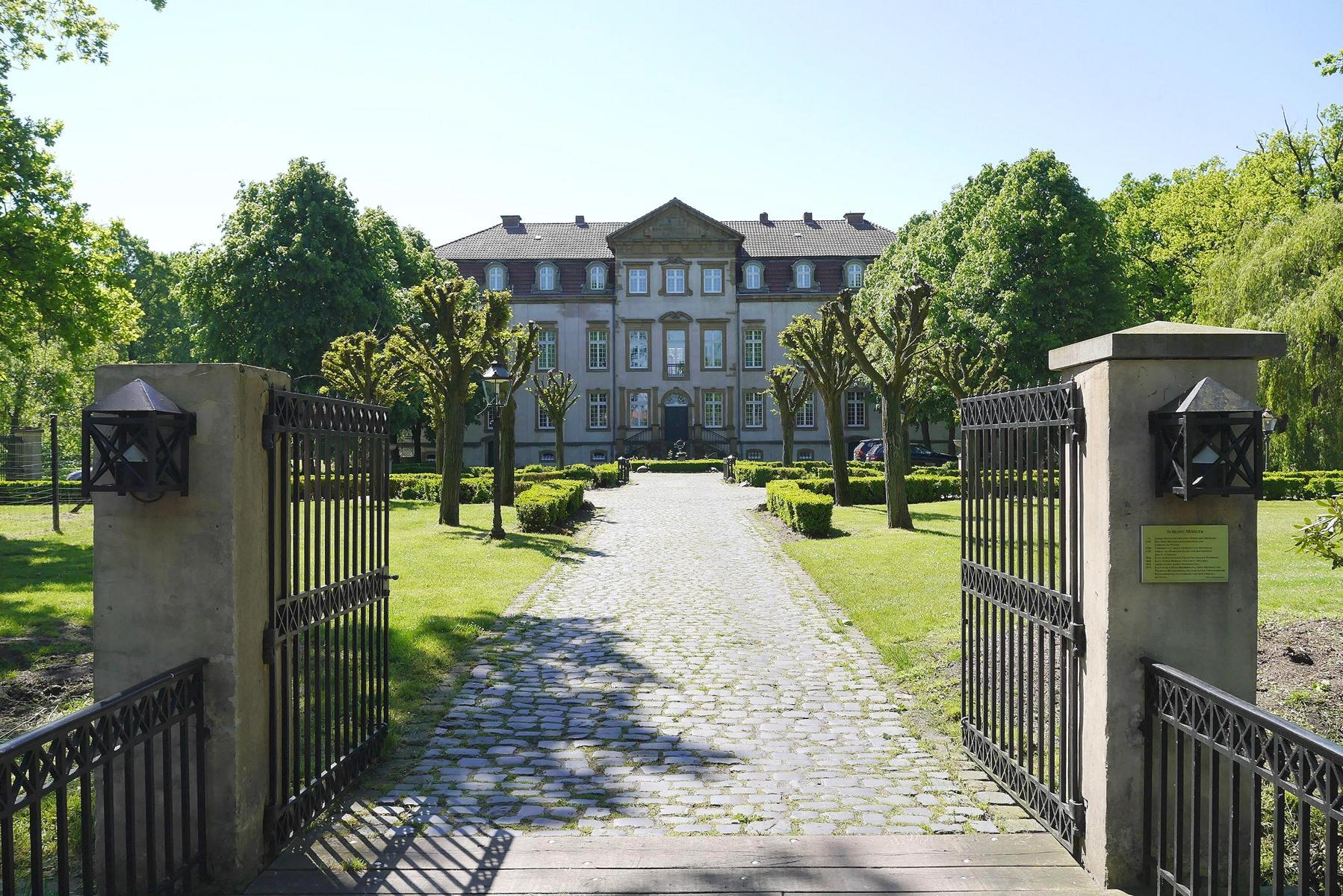
Hauptflügel des Schloss Möhler

Das im 11. Jahrhundert erstmals erwähnte Möhler ging Anfang des 18. Jahrhunderts in das Eigentum der Freiherren von Ketteler über, die zwischen 1710 und 1715 einen zweiflügeligen Adelssitz, vermutlich an Stelle eines Vorgängerbaus aus der Renaissance, errichten ließen. Von dem typisch westfälischen Herrenhaus ist heute nur noch der Hauptflügel erhalten. Die beiden Seitenflügel wurden abgerissen. Das Schloss ist in privatem Eigentum und nicht frei zugänglich.

### Theater
Regelmäßige Theateraufführungen gibt es in Herzebrock-Clarholz nicht. Für unregelmäßig stattfindende Aufführungen, zum Beispiel Schulaufführungen, wird die Aula der Bolandschule genutzt.

### Museen
Im Abtei- und Konventsgebäude des Benediktinerinnenklosters Herzebrock befindet sich die Heimatstube Herzebrock, die vom Heimatverein Herzebrock betreut wird. Gezeigt werden Exponate zur Klostergeschichte und Geschichte des Dorfes aus den Bereichen Landwirtschaft, Industrie und Handwerk.
In den Räumen der „Kellnerei“ der Propstei Clarholz wird zwischen Juni 2007 und Oktober 2008 das Museum in der Kellnerei unterhalten. Dort werden 18 Gemälde der Kunstschule Cusco aus Südamerika gezeigt. Auch Führungen durch die Kirche und die Klosteranlage sind nach Vereinbarung möglich.

### Musik
In der Gemeinde existieren 15 Musik- und Chorgemeinschaften:
- Chöre
  - Jugendchor Herzebrock-Clarholz
  - Kirchenchor St. Christina
  - Craemer Werkschor
  - Männerchor Concordia
  - Männerchor Eintracht
  - Pfarr-Cäcilienchor St. Laurentius
  - Projektchor der Evang. Kirchengemeinde
  - Shanty-Chor Clarholz
  - Singekreis Herzebrock – Chor der Evang. Kirche Herzebrock-Clarholz
- Bläser
  - Musikverein Herzebrock-Rheda mit seinem Blasorchester
- Spielmannszüge
  - Spielmannszug Clarholz-Heerde
  - Spielmannszug Herzebrock
- Sonstige
  - Ökumenischer Arbeitskreis Kirchenmusik
  - „Dance to Fox“ Die Schlager-Party und Marchingband mit eigener Funken und Showgarde

Die Musikschule für den Kreis Gütersloh bietet in Herzebrock-Clarholz Unterrichtsmöglichkeiten an.

### Parks

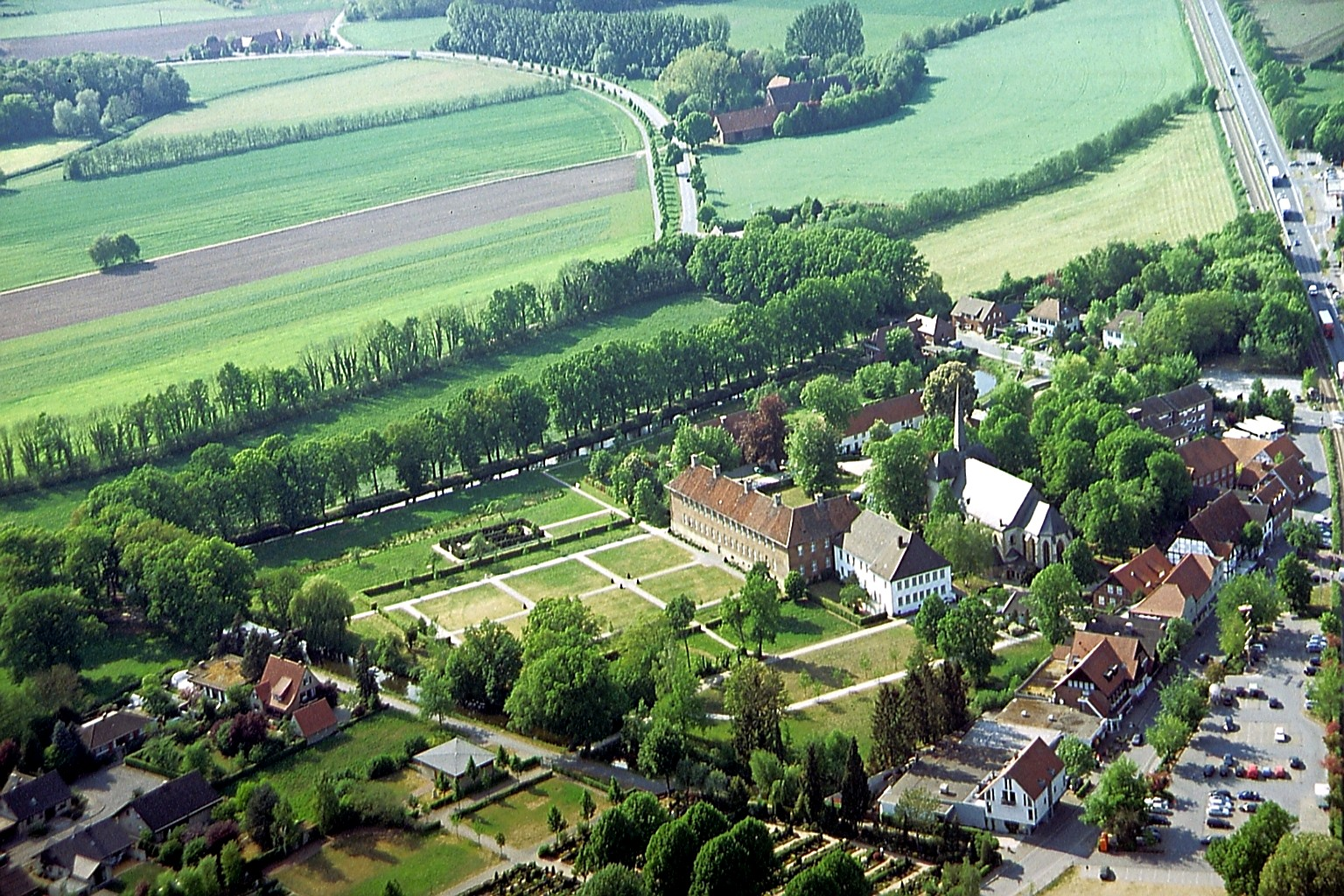
Clarholz, Luftaufnahme nach Südwesten, Klostergelände und umgebende Münsterländer Parklandschaft, oben rechts die B 64 mit der parallel verlaufenden Bahnstrecke

Die Gebäude der beiden Klöster Herzebrock und Clarholz waren vor ihrer Säkularisation in umfangreiche Gartenanlagen eingebettet, die aus Nutzgärten für den Bedarf der klösterlichen Gemeinschaften und aus Ziergärten zur Erholung der Chorfrauen und -herren bestanden. Seit 2000 sind beide Gärten in Anlehnung an barocke Gartenanlagen neu gestaltet worden und geben so einen Eindruck von der traditionellen Einbettung der Klostergebäude in ihre Umgebung. Der Klostergarten in Clarholz ist ca. 5 ha groß, der Klostergarten in Herzebrock rund 3,8 ha groß. Die Außenanlagen sind jeweils öffentlich zugänglich.
Das oben genannte Schloss Möhler verfügt über eine rekonstruierte barocke Gartenanlage von etwa 3,5 ha Größe. Eine Außenbesichtigung ist möglich, Zugang zum Garten ist nur nach vorheriger Anmeldung möglich.

### Naturdenkmäler

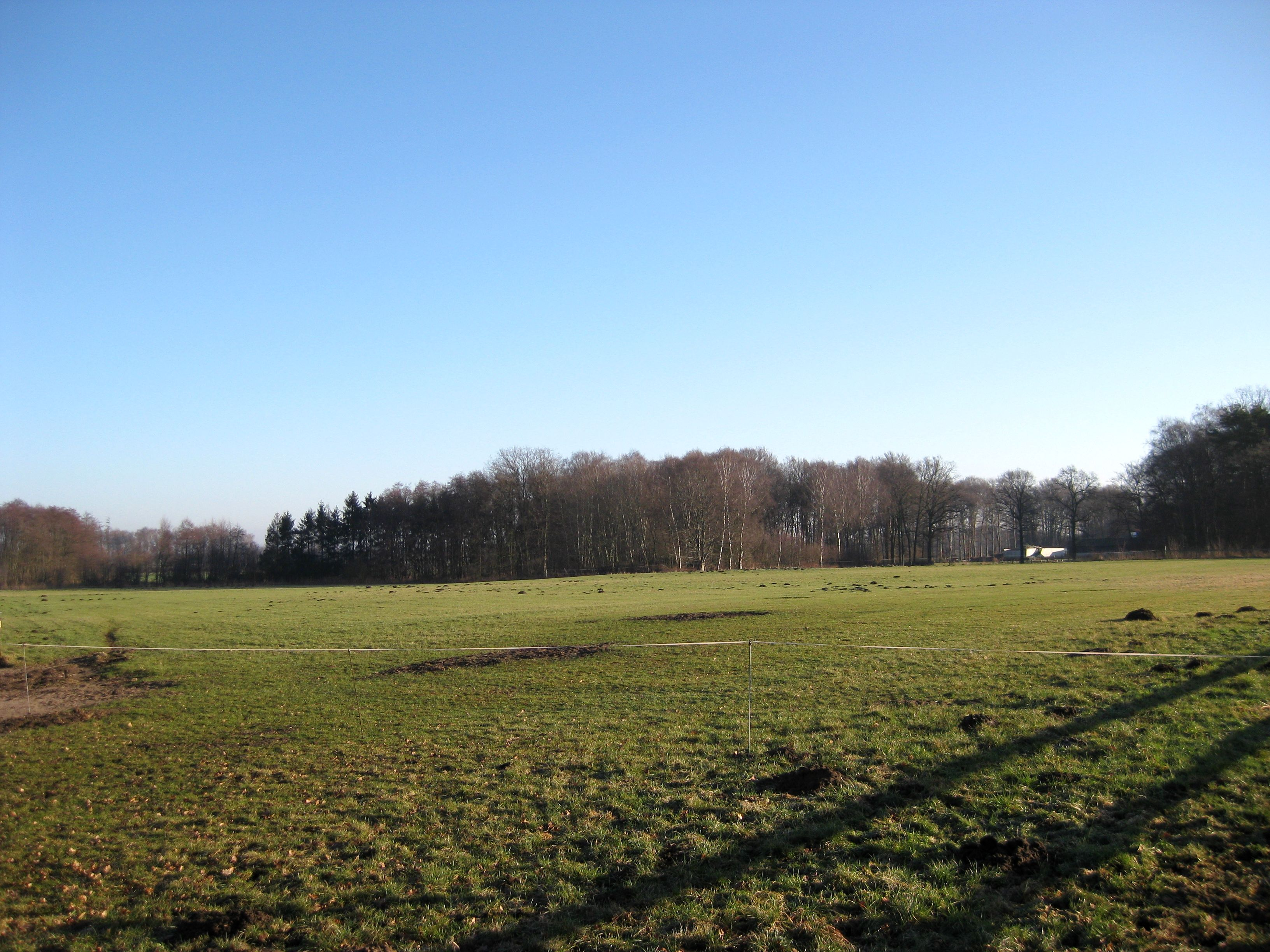
Die Mersch

Herzebrock-Clarholz verfügt mit der Mersch über ein Naturschutzgebiet. Insgesamt 0,09 % des Gemeindegebiets stehen unter Naturschutz.
An der Holzhofstraße in Clarholz finden sich sechs unter Schutz gestellte Platanen.

### Sport

#### Vereine
Im Gemeindegebiet bestehen zwei große Sportvereine mit jeweils mehreren Sparten, der Herzebrocker Sport-Verein. und der TSV Victoria Clarholz sowie ein kleinerer, DJK Eintracht Quenhorn. Daneben besteht der Tennisclub, TC in Herzebrock.

#### Skatepark am Hallenbad
Anfang 1999 wurde ein Skatepark auf dem Gelände der Real- und Hauptschule erbaut. Mit Hilfe der Interessengemeinschaft Rollsport 4 & 8 (stellvertretend für 4 Rollen an einem Skateboard und 8 an Inlineskates) und einigen ehrenamtlichen Helfern wird die Anlage technisch gepflegt. In den letzten Jahren wurde der Park grundlegend umgebaut, um den wechselnden Ansprüchen zu genügen.

### Regelmäßige Veranstaltungen

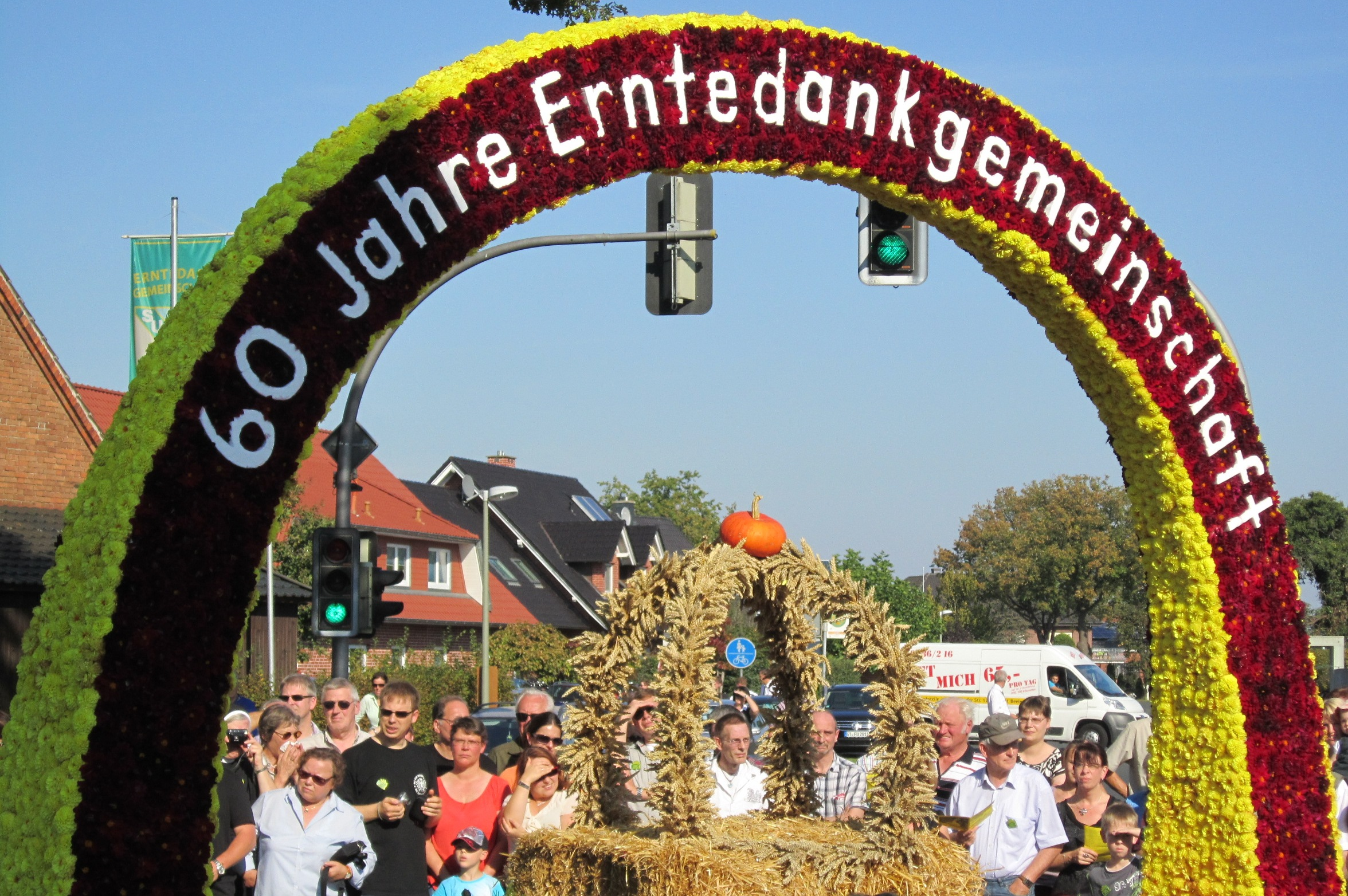
Jubiläums-Erntedankumzug 2011 in Clarholz

Die Schützenbruderschaft St. Hubertus in Heerde feiert am letzten Wochenende im August ihr Schützenfest. Ebenfalls im September findet die Christinenkirmes in Herzebrock, im August die Laurentius-Kirmes in Clarholz statt.
Am Erntedanktag wird alljährlich in Clarholz ein Erntedankumzug veranstaltet. Die „Erntedankgemeinschaft Clarholz-Sundern“ wirbt damit, dass es sich bei diesem Umzug um den größten Erntedankumzug Deutschlands handele.
In der Woche darauf findet die vom Gewerbeverein ausgerichtete Herbstwoche mit mehreren Veranstaltungen statt. Sie endet mit einem großen Trödelmarkt mit Gewerbeschau auf dem Marktplatz Clarholz.
An einem Adventswochenende findet in Herzebrock rund um den Kirchplatz ein Weihnachtsmarkt statt.

## Wirtschaft und Infrastruktur

### Verkehr

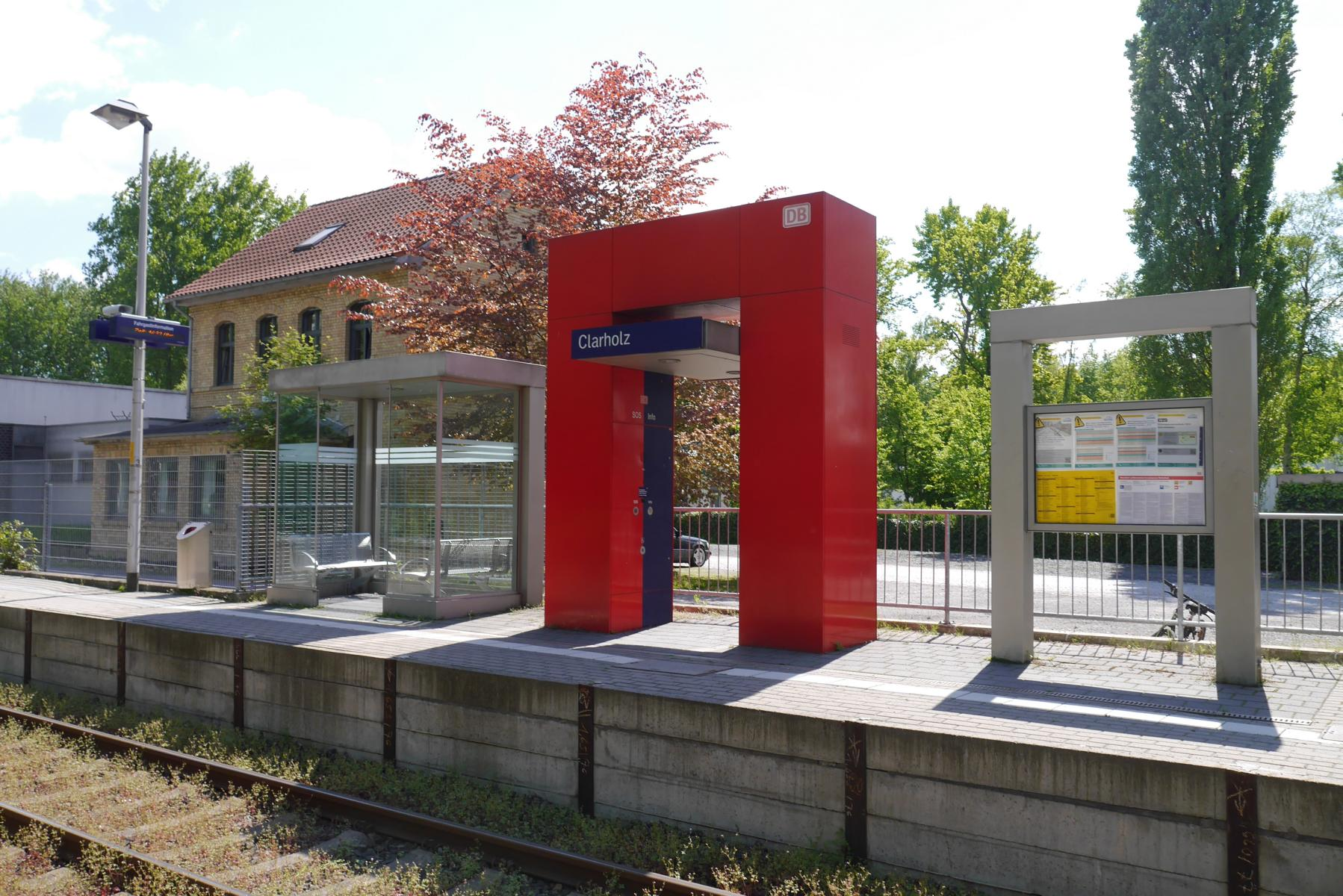
Haltepunkt Clarholz

Früher führte die Poststrecke Münster–Paderborn durch Clarholz und Herzebrock. In der ersten Hälfte des 19. Jahrhunderts wurde die alte Verbindung zwischen den beiden Bischofsstädten zur Chaussee ausgebaut. Bis heute ist diese als B 64 die Hauptverkehrsader der Gemeinde. Die A 2 ist über die Anschlussstellen „Herzebrock-Clarholz“ oder „Rheda-Wiedenbrück“ in wenigen Minuten zu erreichen.
1887 wurde die parallel zur Chaussee angelegte Bahnstrecke Münster–Rheda-Wiedenbrück–Lippstadt eröffnet, von der der Streckenabschnitt zwischen Rheda-Wiedenbrück und Lippstadt mittlerweile weitgehend abgebaut ist. Die Bahnstrecke verläuft auch durch den Ort hindurch durchgehend direkt parallel zur heutigen Bundesstraße. Personenverkehr findet heute auf der Warendorfer Bahn im Stundentakt (sonntags alle zwei Stunden) zwischen Münster und Bielefeld mit Haltepunkten in Herzebrock und Clarholz durch die Eurobahn statt. Auch die ehemals durchgehende Omnibuslinie Münster – Lippstadt wurde in mehrere Linien aufgeteilt. Regiobuslinien verbinden beide Ortsteile mit den Nachbarstädten Warendorf, Gütersloh und Oelde.
Herzebrock-Clarholz liegt im Schnittpunkt dreier Regionalflughäfen. Der Flughafen Paderborn/Lippstadt liegt etwa 50 km, der Flughafen Münster/Osnabrück etwa 60 km entfernt. Der Flughafen Dortmund befindet sich in rund 68 km Entfernung.
In Herzebrock-Clarholz wird traditionell, wie im benachbarten Münsterland, viel Fahrrad gefahren. Hilfreich dabei sind viele gut ausgebaute (Land-)Wirtschaftswege, sogenannte „Pättkes“. Im Norden der Gemeinde verläuft der Emsradweg, ein Radfernweg von der Quelle bis zur Mündung.

### Ansässige Unternehmen

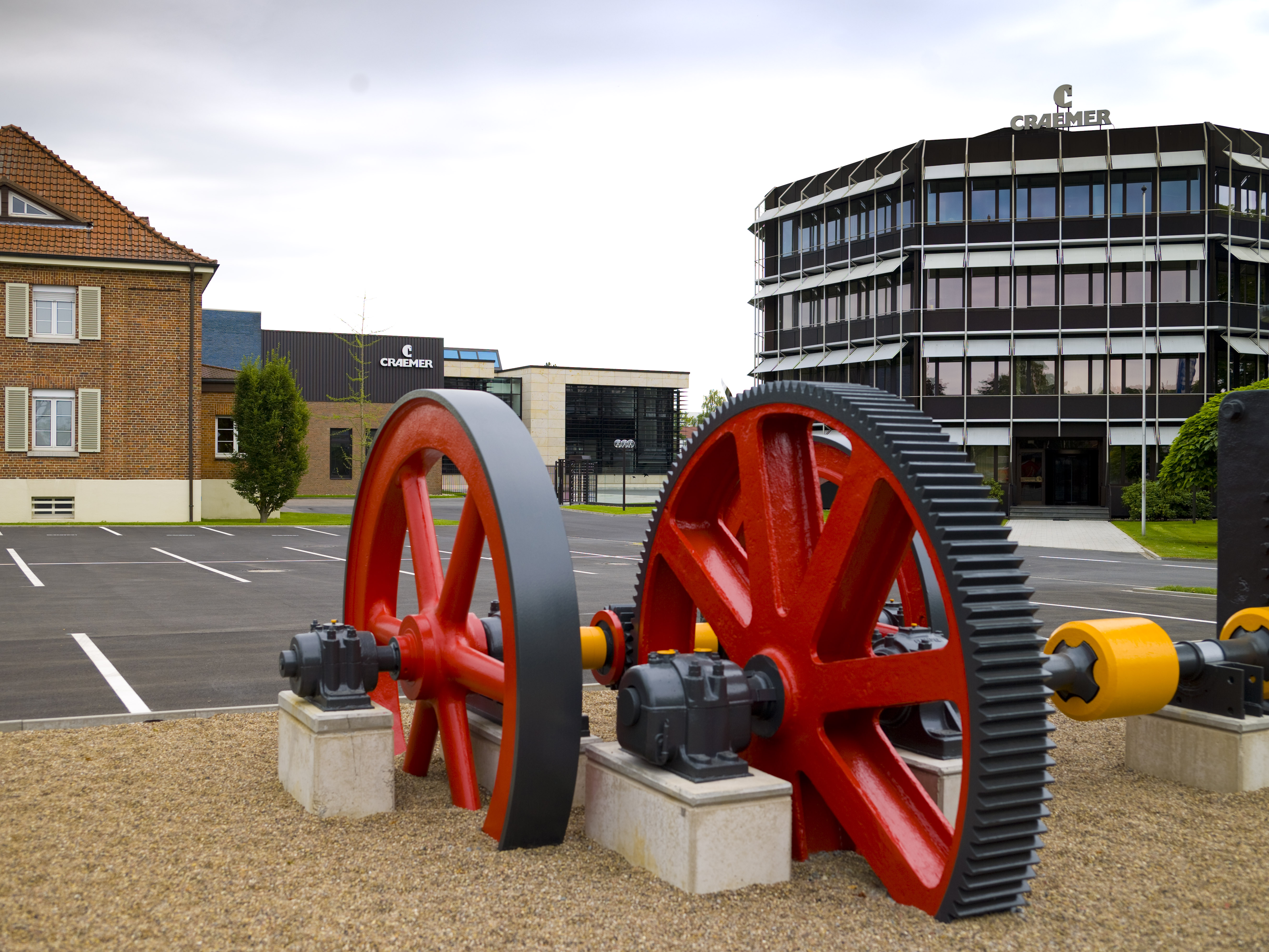
Verwaltungsgebäude der Paul Craemer GmbH

Der größte Arbeitgeber der Gemeinde (Stand 2010) ist die Steinel Unternehmensgruppe, ein Hersteller von Leuchten und Sensoren mit mehr als 1.000 Mitarbeitern weltweit. Sie hat ihren Stammsitz in der Gemeinde und unterhält hier auch ein Werk. Die Craemer Gruppe, mit mehr als 600 Mitarbeitern tätig in der Metallumformung und Kunststoffverarbeitung, hat hier ebenfalls ihren Hauptsitz. Viele Unternehmensteile der Arvato AG befinden sich in der Gemeinde. Weiterhin sind die Unternehmen Homag Bohrsysteme (Homag Group), die Lübbering Gruppe, Rippert Anlagentechnik, Disselkamp Schlafraumsysteme oder Adeco Türfüllungstechnik hier ansässig.
Die beiden Weltunternehmen Miele und Claas haben ihren Ursprung in Herzebrock-Clarholz, sind aber später nach Gütersloh und Harsewinkel übergesiedelt.
Heute ist Herzebrock-Clarholz durch viele mittelständische Unternehmen geprägt. Traditionell haben Unternehmen der Möbelindustrie und der Fleischverarbeitung einen hohen Anteil. Mittlerweile haben aber metall- und kunststoffverarbeitende Unternehmen sowie Unternehmen aus der Elektroindustrie eine immer größer werdende Bedeutung für die Wirtschaft der Gemeinde.
Die ehemals selbstständige Volksbank Clarholz gehört heute zur Volksbank eG mit Sitz in Warendorf. Die Volksbank in Herzebrock gehört zur Volksbank Bielefeld-Gütersloh.
Von den 6.785 in Herzebrock-Clarholz beschäftigten Arbeitnehmern (Stand: 1997) arbeiten etwa 4 % im primären Sektor (Landwirtschaft), 63 % im sekundären Sektor (verarbeitendes Gewerbe) und ca. 30 % im tertiären Sektor (Dienstleistungen).
An der A 2, auf der Gemarkung Marburg im Grenzbereich der Städte Oelde und Rheda-Wiedenbrück, liegt ein in Bau befindliches interregionales Gewerbegebiet, das unter der Bezeichnung „Aurea – das A-2-Wirtschaftszentrum“ vermarktet wird. Die Gemeinde Herzebrock-Clarholz und die Städte Oelde und Rheda-Wiedenbrück erschließen ein insgesamt ca. 150 ha großes Gewerbeareal. Der eigens hierfür geschaffener Autobahnanschluss, die Anschlussstelle „Herzebrock-Clarholz“, wurde im September 2008 eingeweiht und dem Verkehr übergeben.

### Medien

#### Druckmedien
Durch die Lage der Gemeinde sind in Herzebrock-Clarholz drei Tageszeitungen vertreten. Täglich von Montag bis Samstag erscheinen die Neue Westfälische mit Regionalteil sowie eine Lokalausgabe des Westfalen-Blatts. Beide Zeitungen beziehen ihren Mantel von ihren jeweiligen Mantelredaktionen aus Bielefeld. Ebenfalls mit lokaler Berichterstattung erhältlich ist von Montag bis Samstag Die Glocke aus dem benachbarten Oelde.
Monatlich erscheint das vom Gewerbeverein Herzebrock-Clarholz herausgegebene Heft „Markt und Gemeinde“.

#### Radio und Fernsehen
Herzebrock-Clarholz gehört zum Berichtsgebiet des Regionalstudios Bielefeld des WDR und von Radio Gütersloh, das die Gemeinde in der Berichterstattung als Lokalradio mit abdeckt.

### Öffentliche Einrichtungen

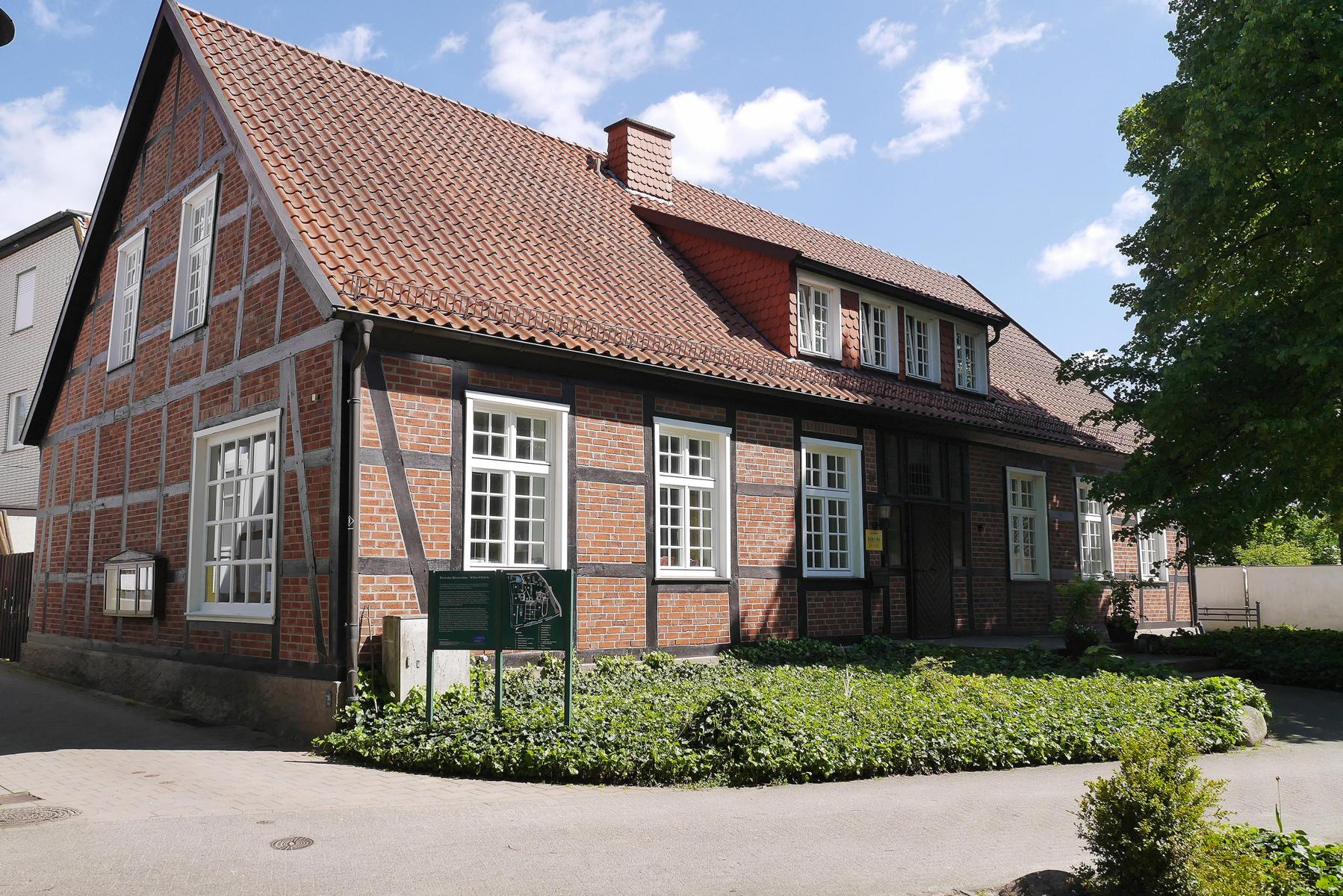
Pfarrbücherei von St. Laurentius Clarholz

Sowohl Herzebrock als auch Clarholz verfügen über ein Hallenbad. Während in Herzebrock Freizeitschwimmen möglich ist und das Bad eine 83 m lange Rutsche hat, wird in Clarholz lediglich Schul- und Vereinssport durchgeführt.
Die Volkshochschule Reckenberg-Ems bietet ein breites Weiterbildungsangebot.
Jugendlichen wird mit drei Jugendhäusern, dem Jugendhaus Pentagon, der Jugendfreizeitstätte St. Christina, dem Jugendhaus Klein Bonum und zusätzlich mit den Jugendtreffs der evangelischen Kirchengemeinde ein großes Angebot zur Auswahl gestellt.
Es gibt in Herzebrock-Clarholz kein Krankenhaus, daher müssen die Einrichtungen der umliegenden Städte und Gemeinden genutzt werden.
In Herzebrock unterhalten die evangelische Gemeinde und in Clarholz die katholische St.-Laurentius-Gemeinde je eine öffentliche Bücherei. In der Gesamtschule gibt es eine Schulbibliothek.

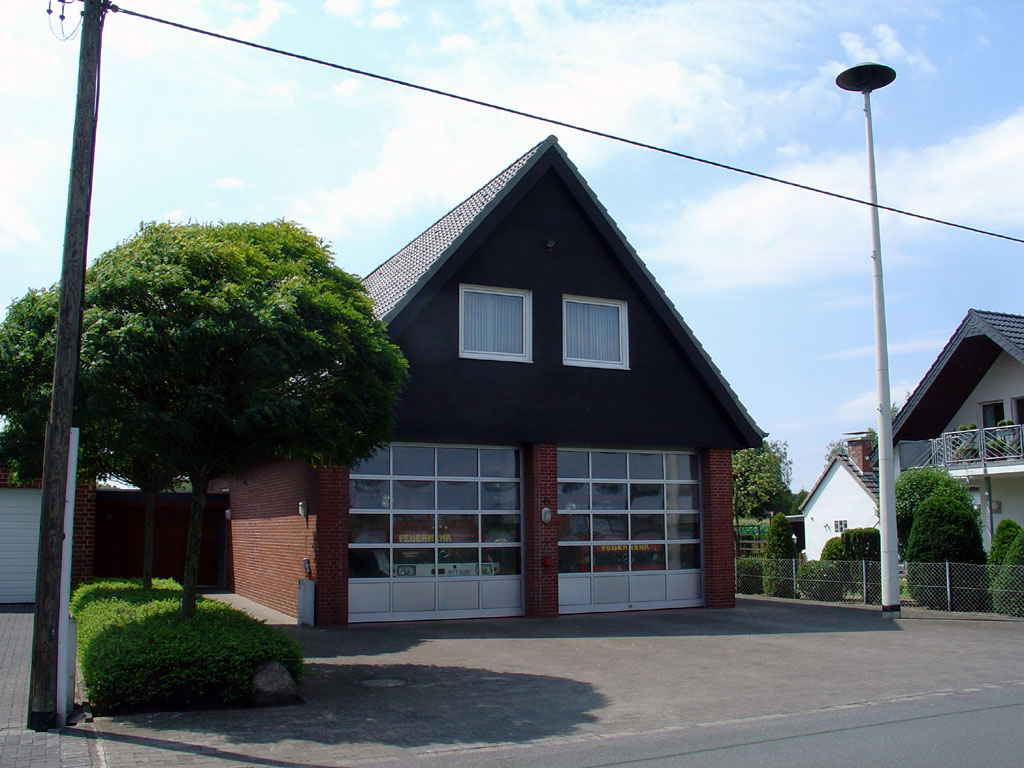
Feuerwehrhaus in Quenhorn

Die Freiwillige Feuerwehr Herzebrock-Clarholz unterhält vier Löschzüge, davon jeweils einer in den Ortsteilen Clarholz, Herzebrock, Möhler und Quenhorn, und eine Jugendfeuerwehr.
Der Kreis Gütersloh unterhält seit 2019 eine provisorische Rettungswache im Ortsteil Clarholz.

### Bildung

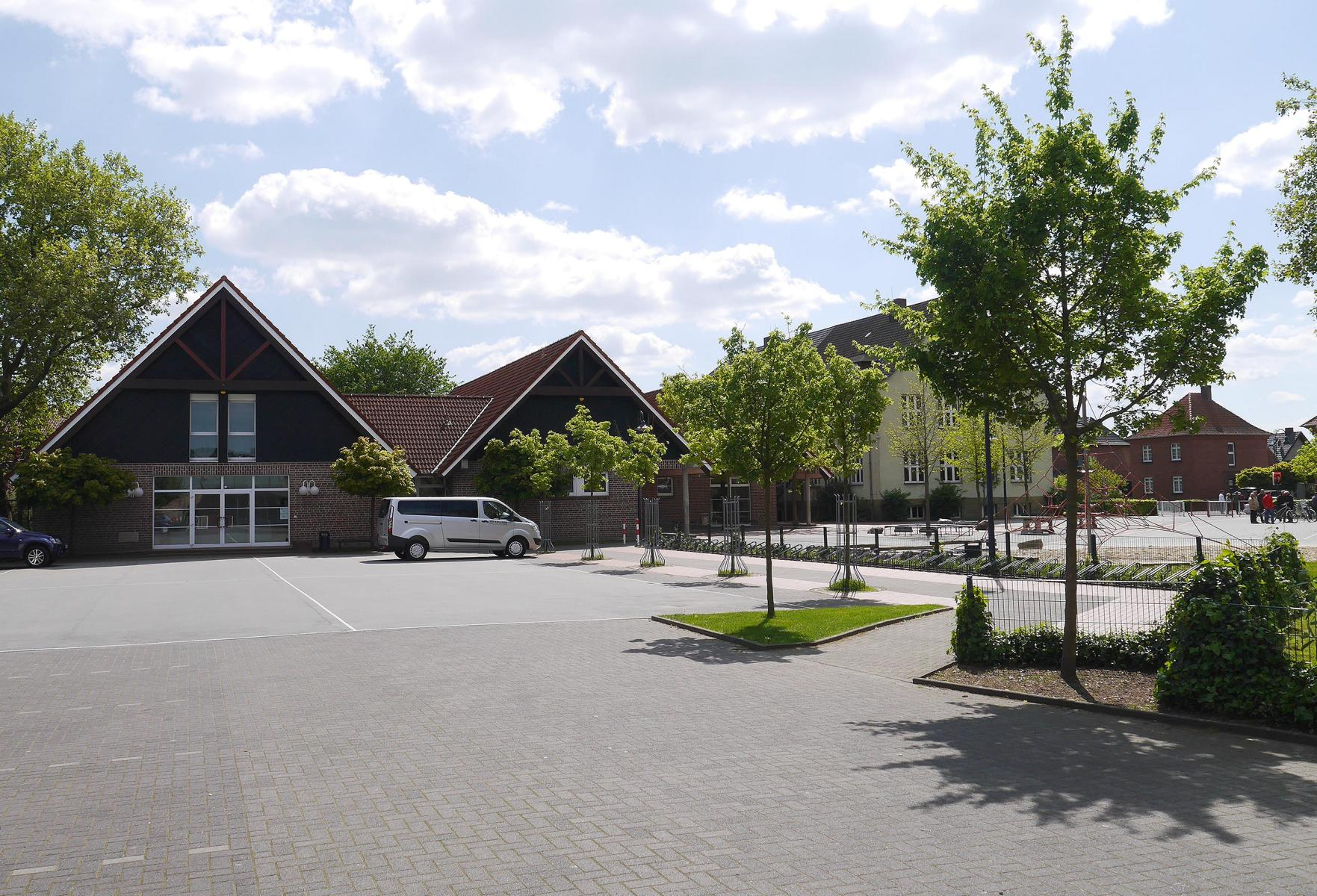
Josefsschule in Herzebrock

Die Gemeinde bietet drei Grundschulen, sowie seit 2012/2013 eine Gesamtschule, die seit dem Schuljahr 2017/18 die beiden früheren Haupt- und Realschulen komplett ersetzt. Für andere Schulformen muss auf Angebote der umliegenden Städte und Gemeinden ausgewichen werden.
Im Jahr 2006 wurden an dem Schulen der Gemeinde mit 100 Lehrkräften insgesamt 1589 Schüler unterrichtet, davon etwa 52 % an den Grundschulen, 23 % an der Haupt- und 26 % an der Realschule.
Die Gemeinde ist seit den Gründungen der Volkshochschulen in Nordrhein-Westfalen in den 1970er Jahren Mitgliedsgemeinde der Volkshochschule Reckenberg-Ems, Zweckverband der Kommunen Rheda-Wiedenbrück, Rietberg, Herzebrock-Clarholz und Langenberg.

## Persönlichkeiten

### Träger des Ehrenrings der Gemeinde Herzebrock-Clarholz
- 1979: Franz Noeker, Pfarrer[44]
- 1982: Hans Joachim Brandenburg, Bürgermeister[45]
- 2007: Horst Kortmann, Pfarrer
- 2010: Dieter Mersmann und Gottfried Pavenstädt, Ortsvorsteher
- 2024: Franz Toppmöller, ehemaliger Leiter der Freiwilligen Feuerwehr[2]

### Söhne und Töchter der Gemeinde
- Johann Bernhard Wilbrand (1779–1846), Mediziner, Physiologe und Naturphilosoph
- Caspar von Zumbusch (1830–1915), Bildhauer
- Julius Zumbusch (1832–1908), Bildhauer
- Carl Miele (1869–1938), Unternehmer
- August Claas (1887–1982), Unternehmer und Träger des Großen Verdienstkreuzes mit Stern
- Wilhelm Tophinke (1892–1961), Bildhauer
- Ernst Kuhlmann (1916–1940), Märtyrer
- Bruno Steinhoff (* 1937), Unternehmer
- Heribert Meier (1940–2001), Politiker (CDU), Landtagsabgeordneter in Niedersachsen
- Heinz Landwehr (* 1955), Chefredakteur Finanztest
- Wilhelm Mense (* 1957), Fußballspieler
- Thomas Ostermann (* 1966), Fußballspieler

## Personen in Verbindung mit Herzebrock-Clarholz
- Moritz-Casimir zu Bentheim-Tecklenburg (1923–2014), Diplom-Forstwirt und Unternehmer
- Johannes Meier (* 1948), Theologe, hat in seiner Schulzeit in Clarholz gewohnt
- Frank Scharpenberg (* 1971), Fußballspieler
- Diana Amft (* 1975), Schauspielerin, wurde durch Mädchen, Mädchen und Doctor’s Diary bekannt
- Christian Flüthmann (* 1982), Fußballtrainer
- Robert Oehle (* 1988), Basketballspieler bei den Artland Dragons
- Patrick Mainka (* 1994), Fußballspieler beim 1. FC Heidenheim